# Secolul al XVI-lea î.Hr.
(Secolul al XVII-lea î.Hr. - Secolul al XVI-lea î.Hr. - Secolul al XV-lea î.Hr. - Secolul al XIV-lea î.Hr. - Secolul al XIII-lea î.Hr. - Secolul al XII-lea î.Hr. - Secolul al XI-lea î.Hr. - Secolul al X-lea î.Hr. - Secolul al IX-lea î.Hr. - Secolul al VIII-lea î.Hr. - Secolul al VII-lea î.Hr. - alte secole)

## Hărți

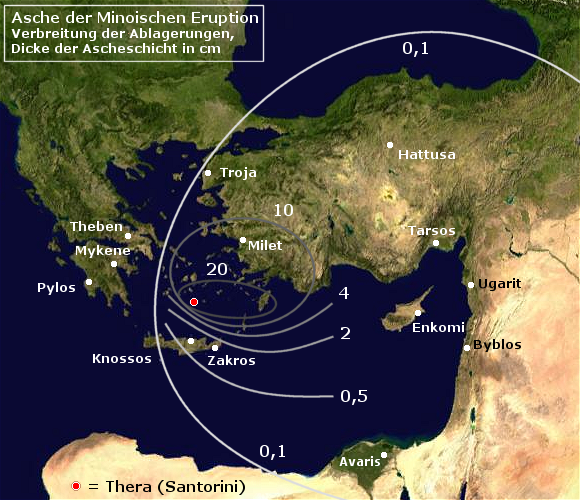
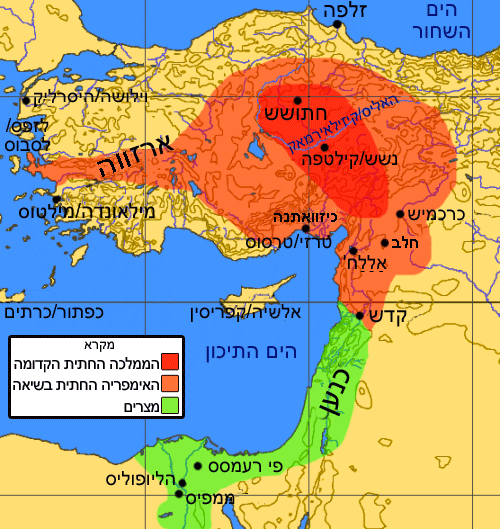

## Evenimente
- 1700 î.Hr. - 1500 î.Hr. :  cuceriri hurrite.
- 1595 î.Hr. : jefuirea Babilonului de către regele  hitit Mursilis I.
- 1570 î.Hr. : palate cretane de la Cnossos și alte centre sunt distruse
- 1567 î.Hr. : Egipt: sfârșitul dinastiei XVI, începe dinastia XVII.
- C. 1550 î.Hr. : orașul Micene, situat în nord-est Pelopones, domină restul de Achaia, dând numele său la civilizația miceniană.
- 1556 î.Hr. : Cecrops I construiește sau reconstruiește Atena, după potopul lui  Deucalion și începe sfârșitul vârstei de aur. El devine primul rege din Atena
- 1556 î.Hr. : Dinastia Shang în China.
- 1550 î.Hr. : Sfârșitul dinastiei a șaptesprezecea din Egipt, începe dinastia XVIII, la încoronarea lui Ahmose I
- 1530 î.Hr. : Sfârșitul dinastiei primului Babilon și începutul dinastiei Kassite
- 1525-1504 î.Hr.: domnia faraonului Amenhotep în Egipt
- C. 1512 î.e.n.: Potopul lui Deucalion
- 1506 î.Hr. : Cecrops I, legendarul rege al Atenei, moare după o domnie de 50 de ani. După ce a supraviețuit, fiul său, el este urmat de Cranaus.
- 1504 î.Hr. : Egipt a început să cucerească Nubia și Levant.
- C. 1500 î.Hr. : Rig Veda
- C. 1500 î.Hr. : Regina Hatsheput în Egipt
- C. 1500 î.Hr. : Elementul mercur a fost descoperit în Egipt
- C. 1500 î.Hr. : Coloniști din Creta, Grecia se mută în Milet, Turcia.
- C. 1500 î.e.n.: Primele urme ale civilizației Maya în Belize.
- C. 1500 î.Hr. : Fenicienii dezvoltă un alfabet
- C. 1500 î.e.n.: Primele dovezi ale așezării de la Aylesbury, Anglia.
- C. 1500 î.Hr. : migrația indo-ariană
- Cultura Unetica.

## Oameni importanți

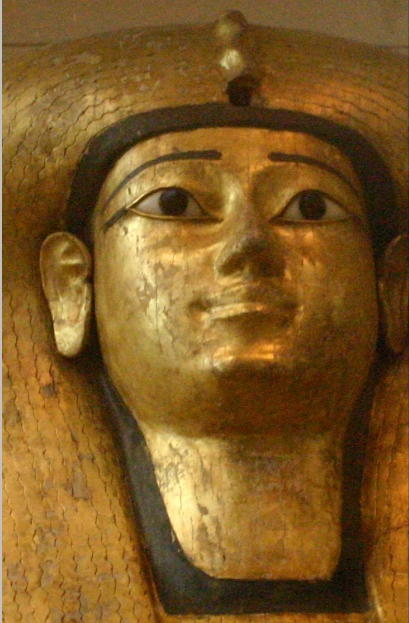
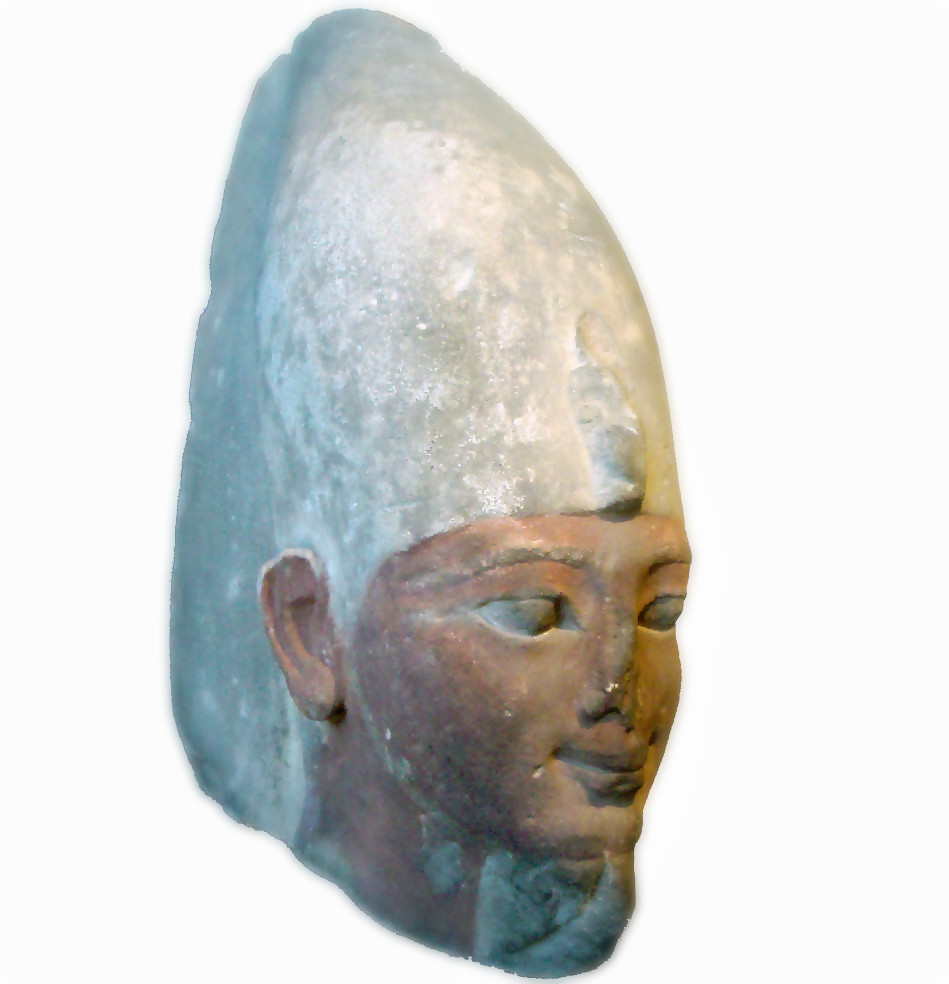
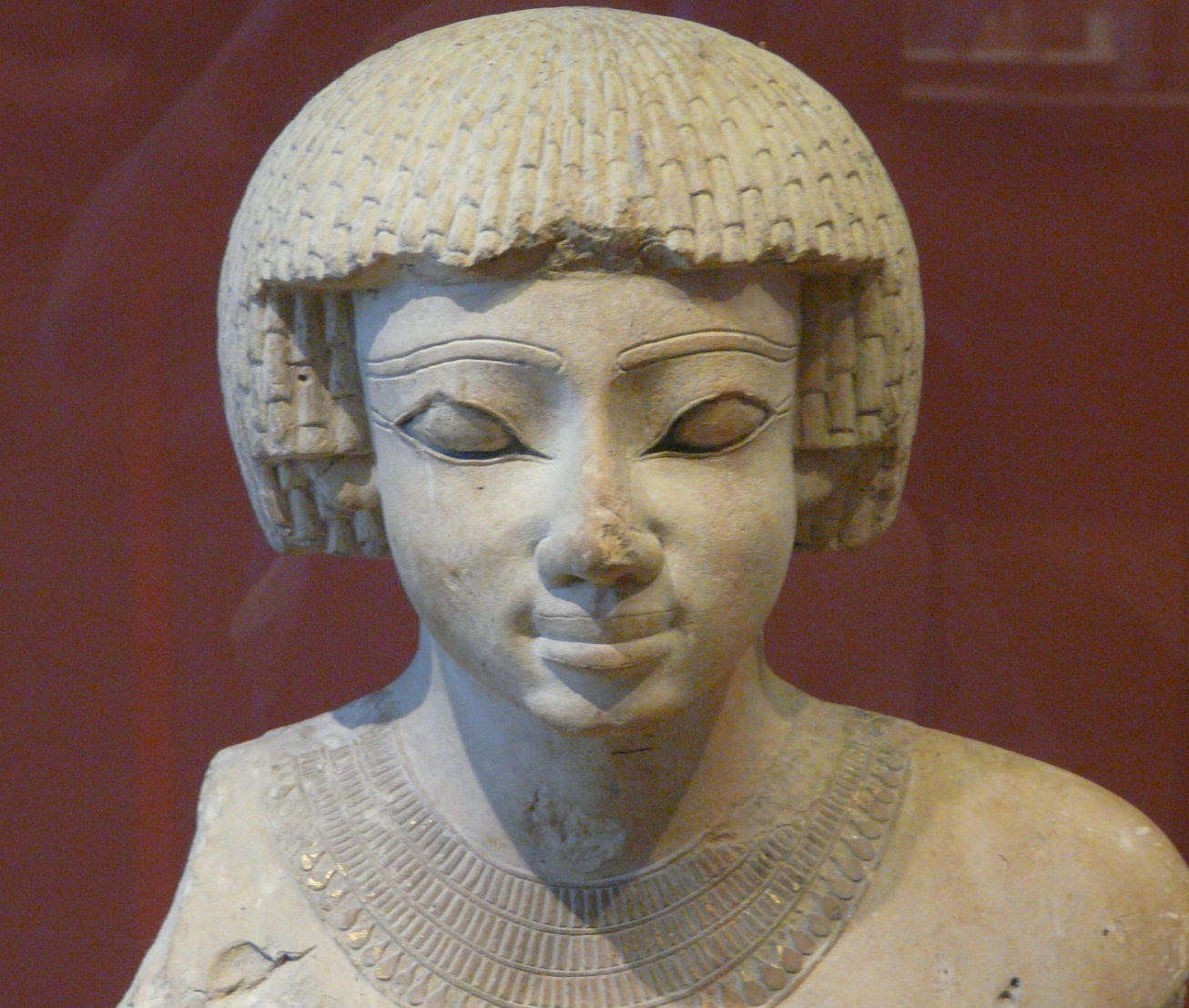
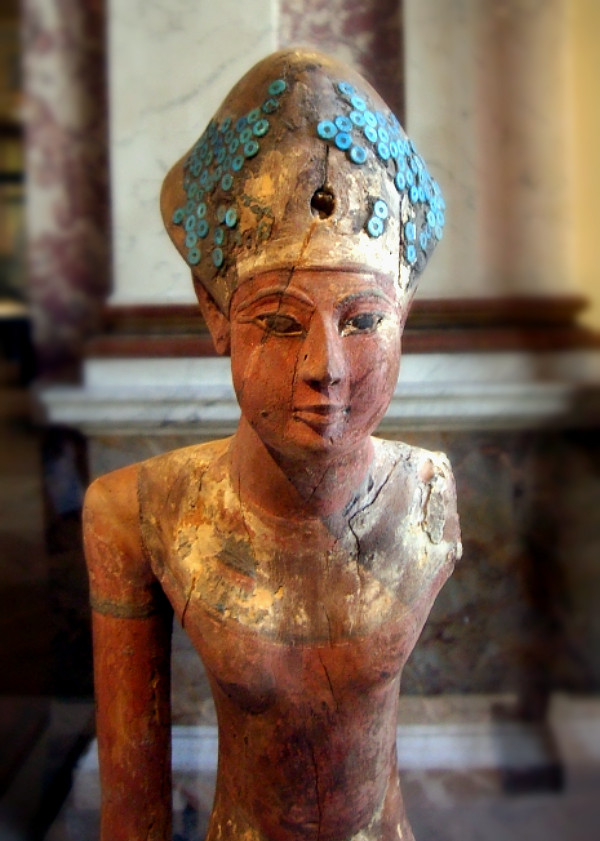
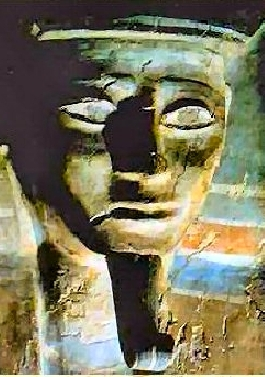
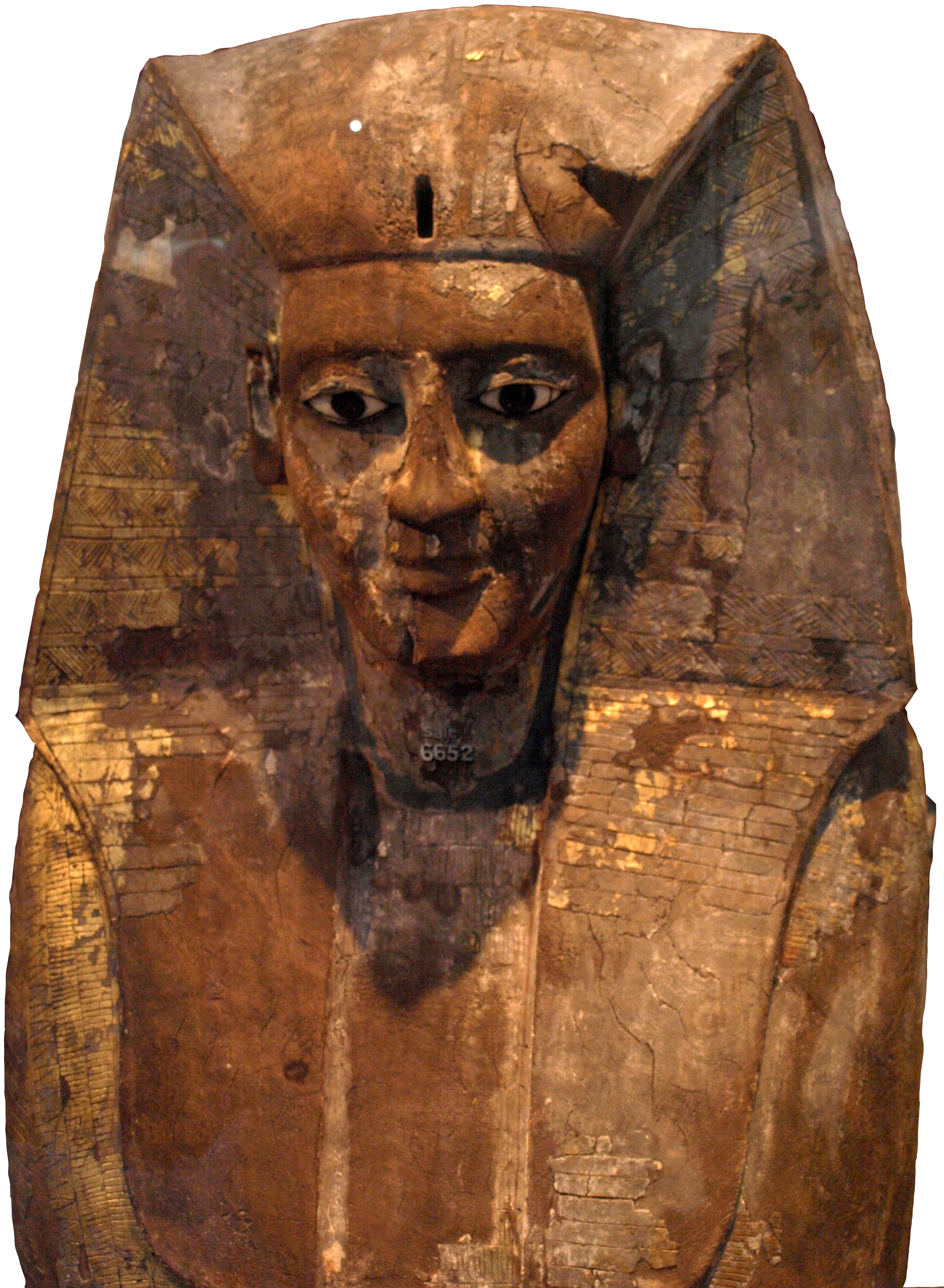
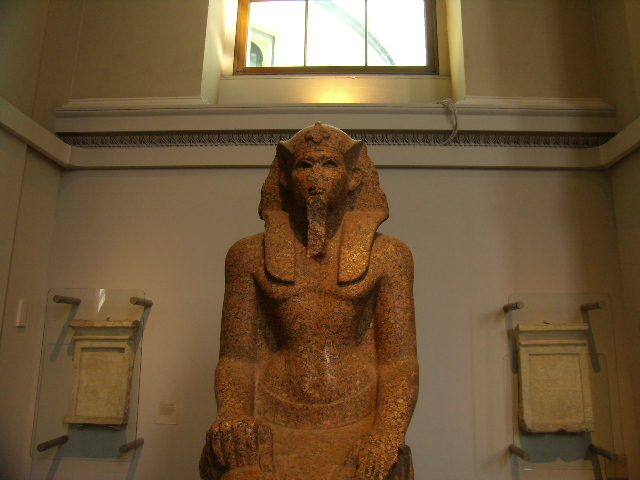
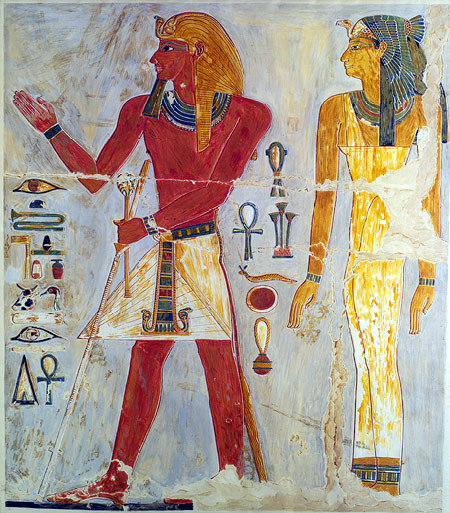

- Cheng Tang al dinastiei Shang din China, primul rege Shang
- Kamose, ultimul faraon al dinastiei XVII
- Ahmose I, faraonul fondator al dinastiei XVIII
- Hatshepsut, prima femeie-faraon

## Galerie

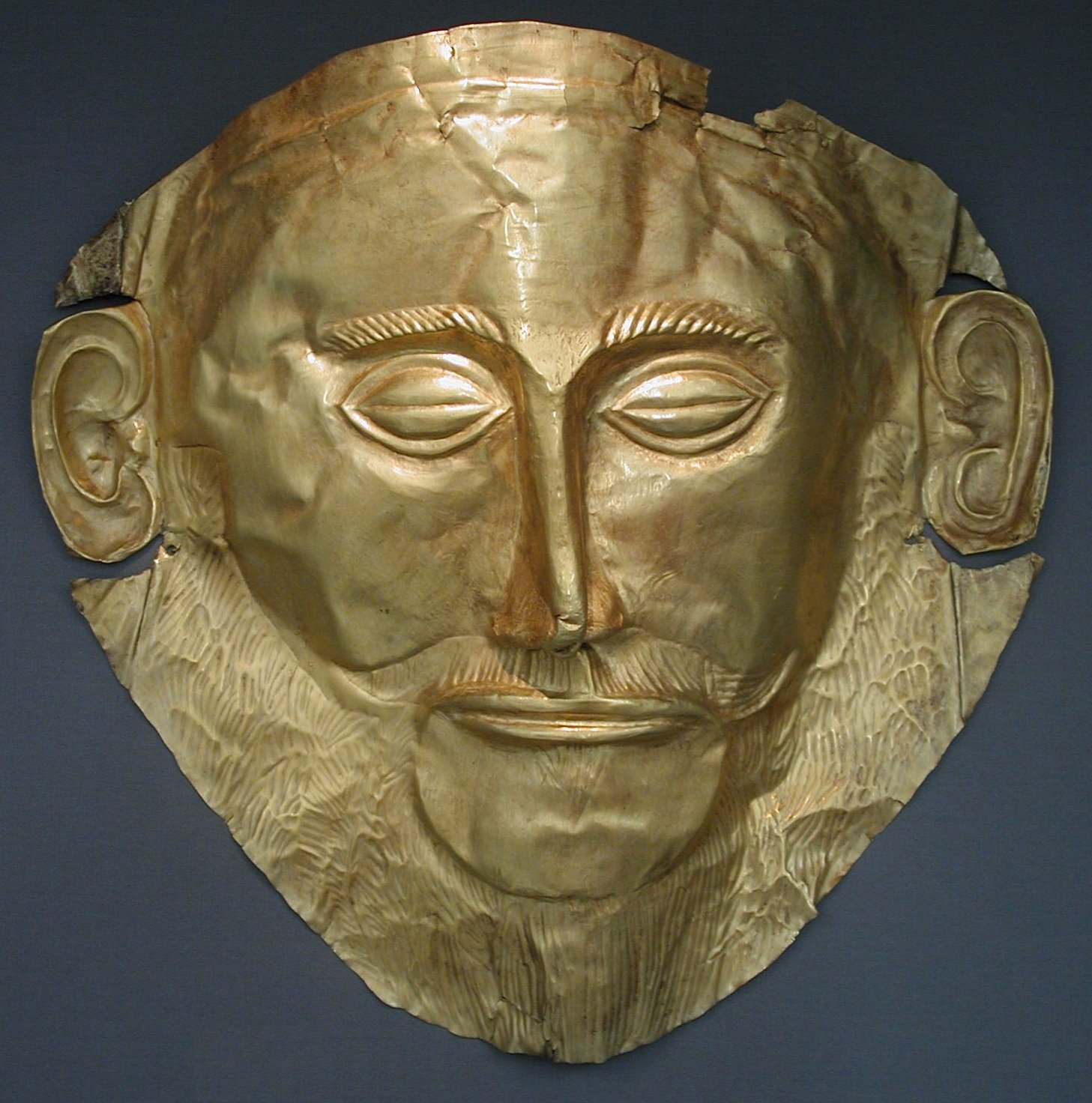
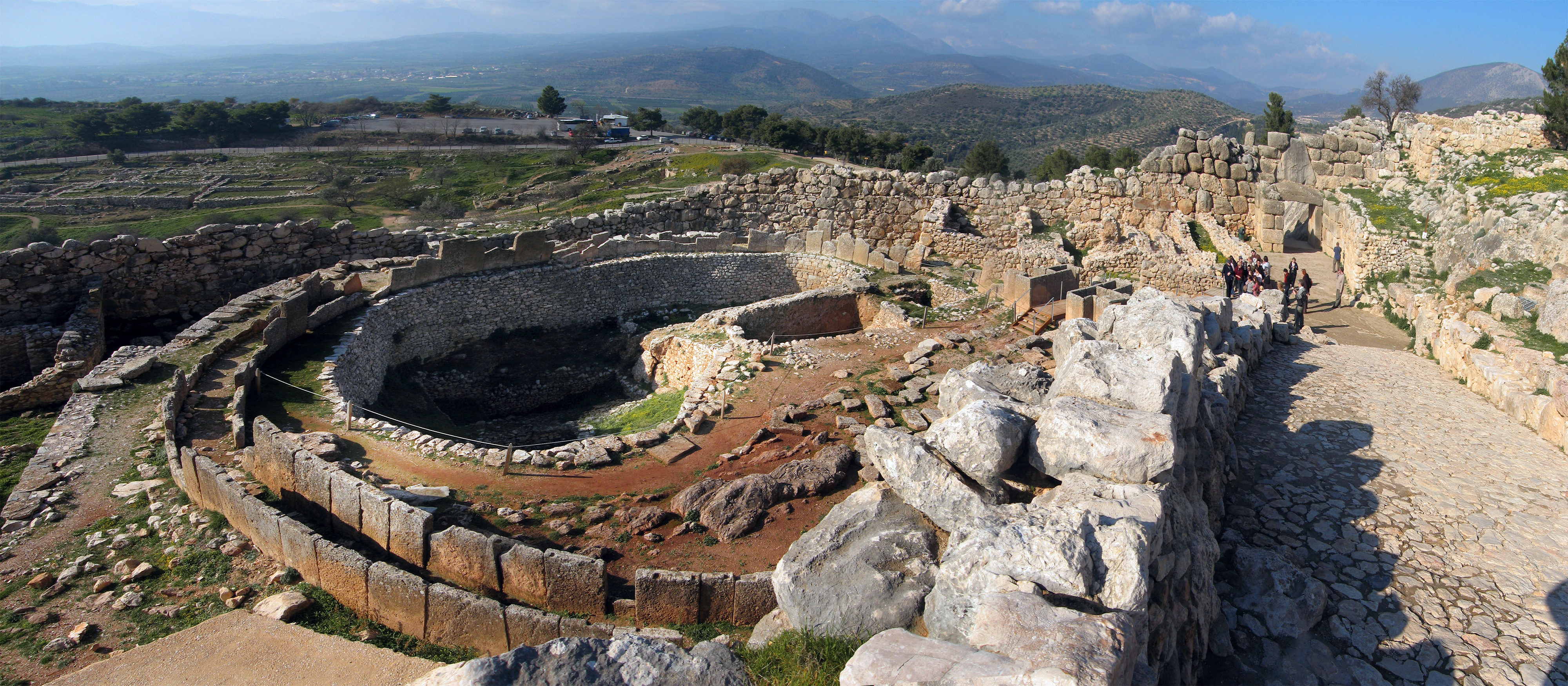
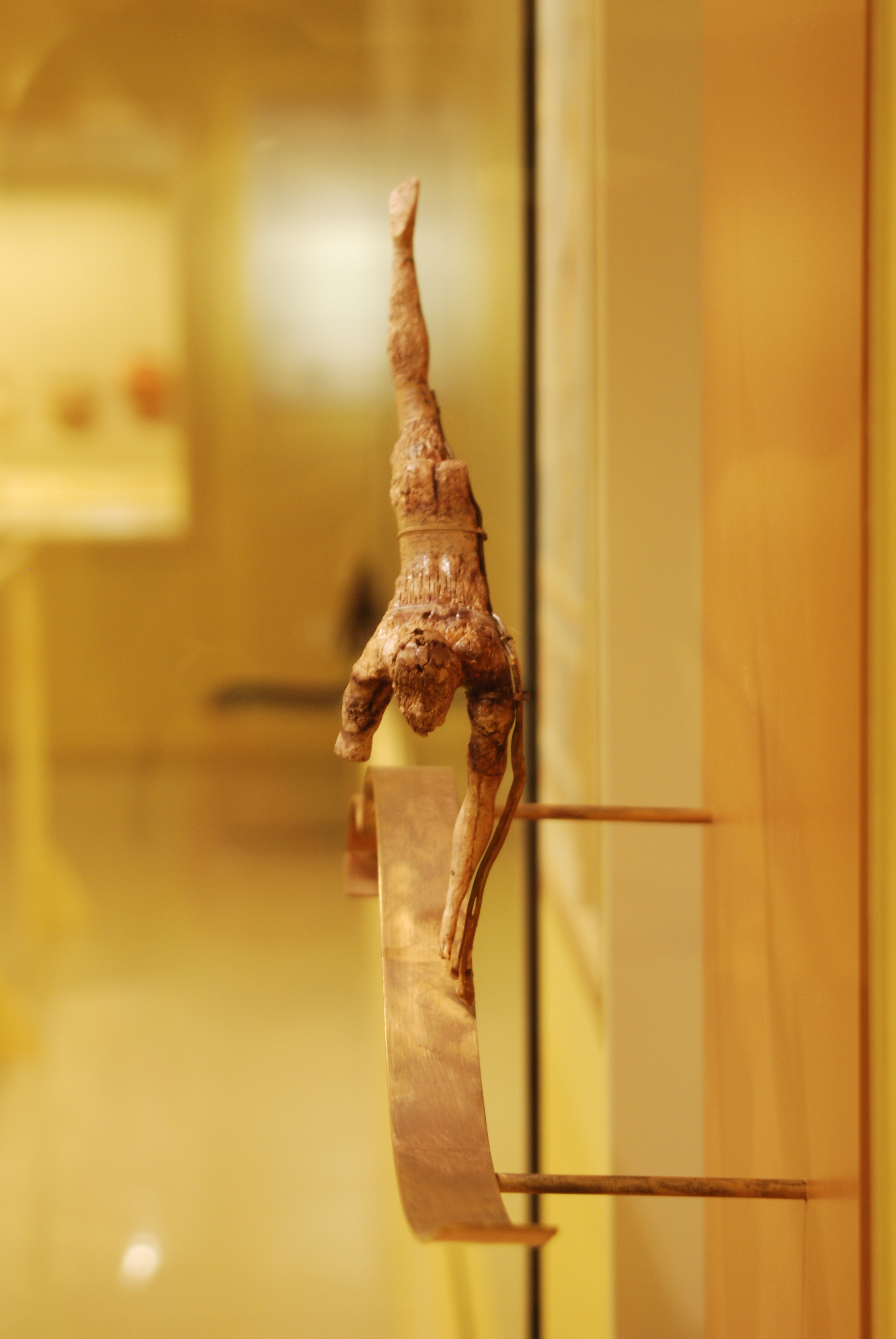
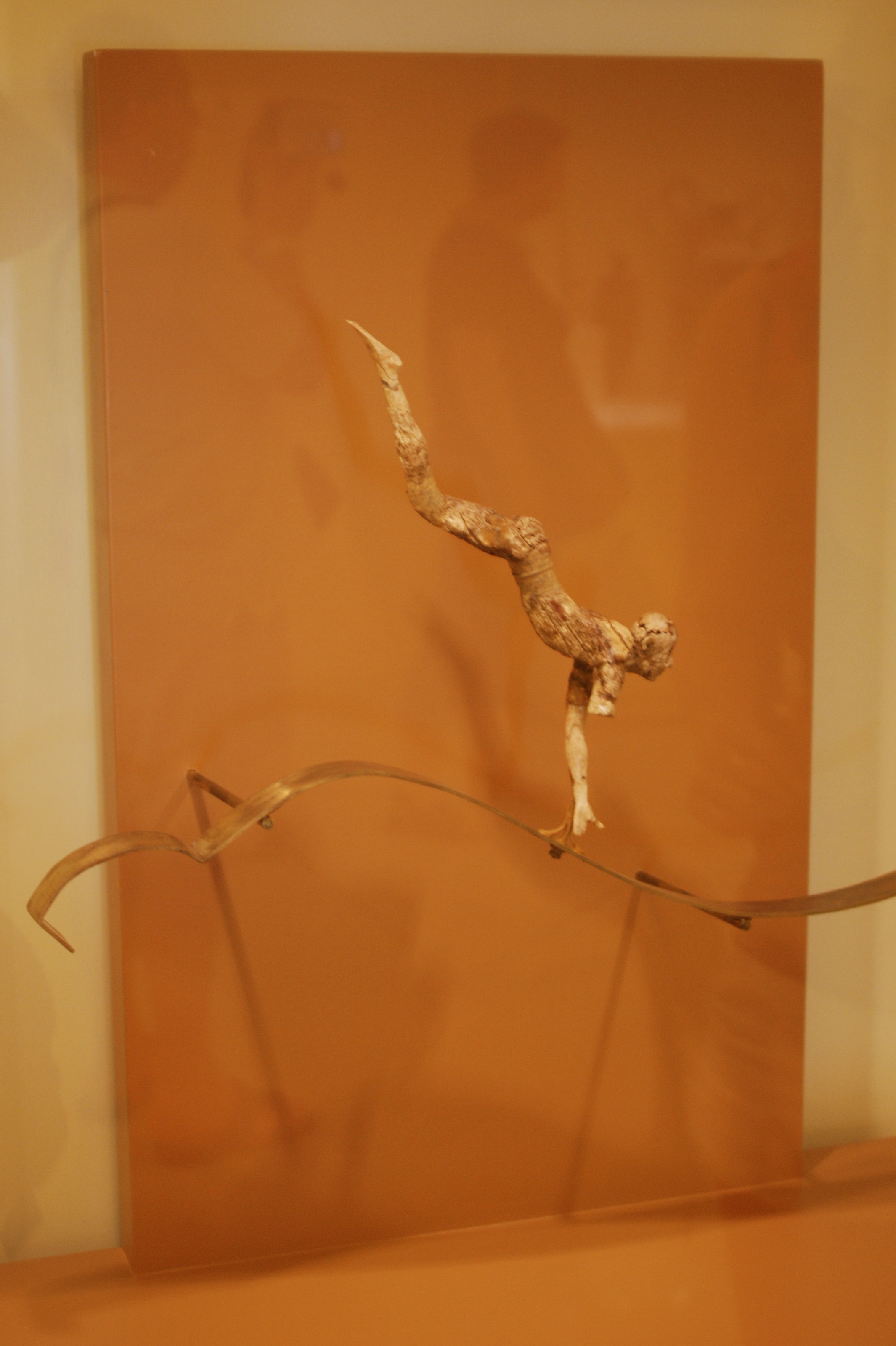
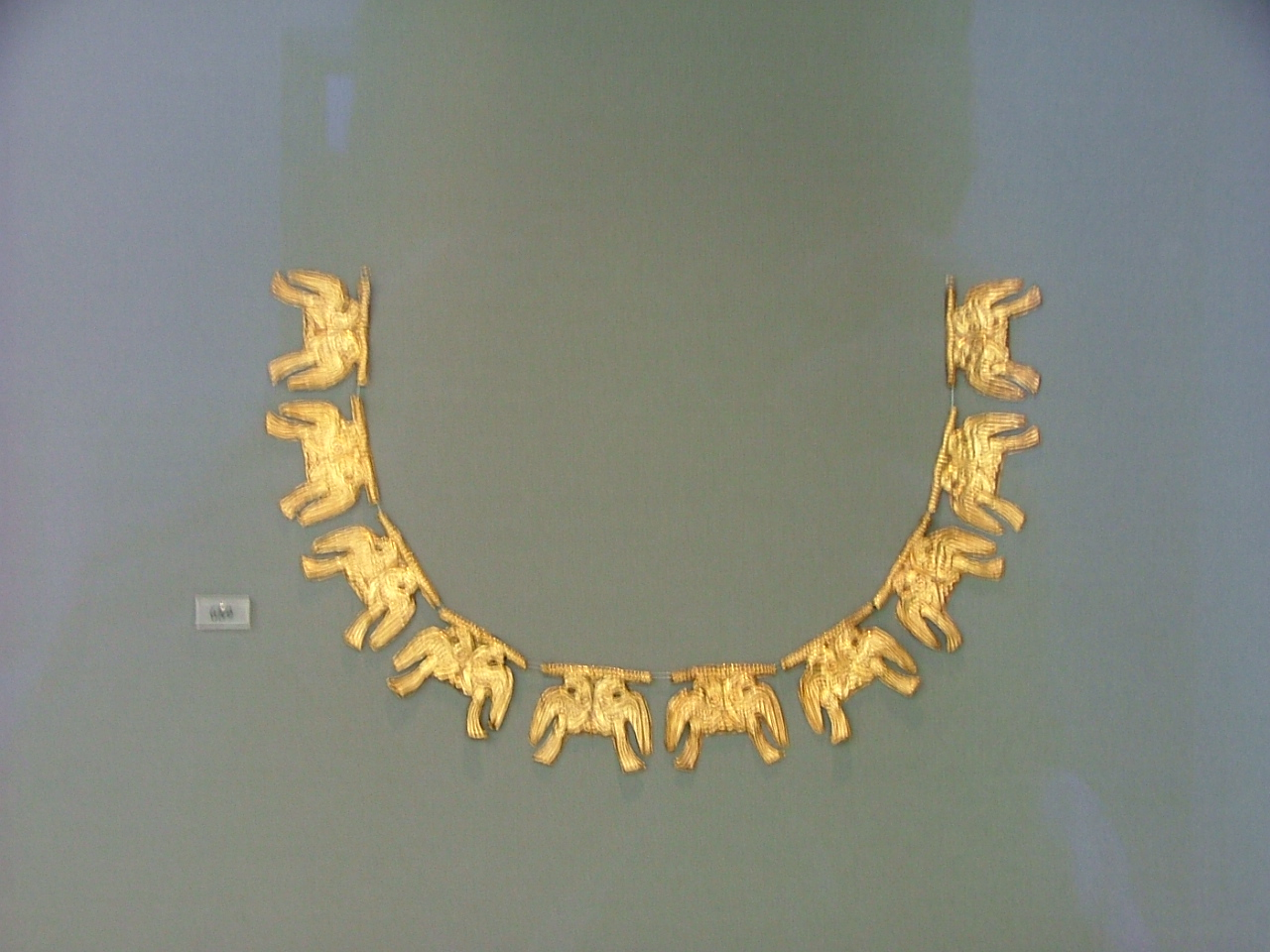
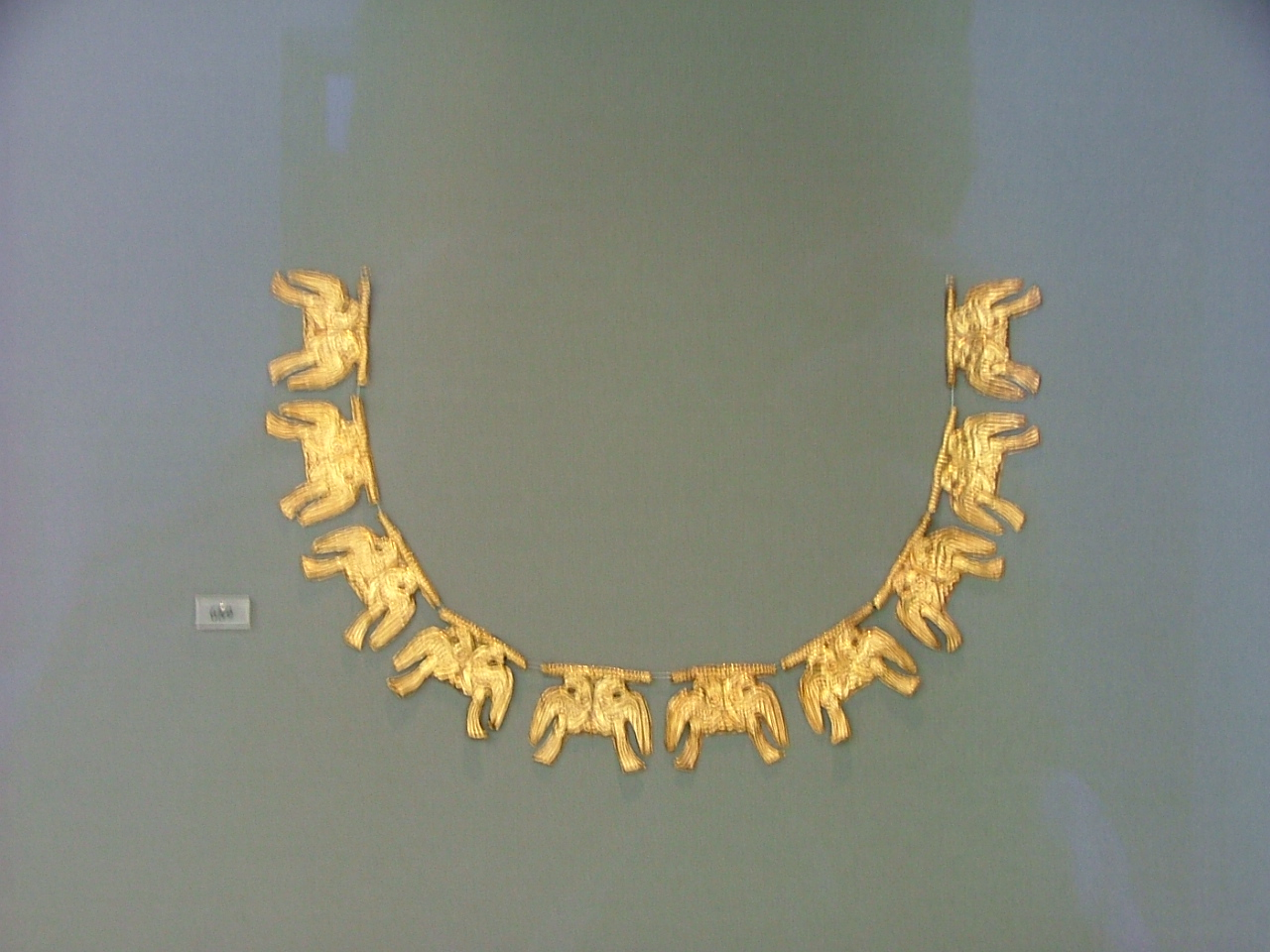
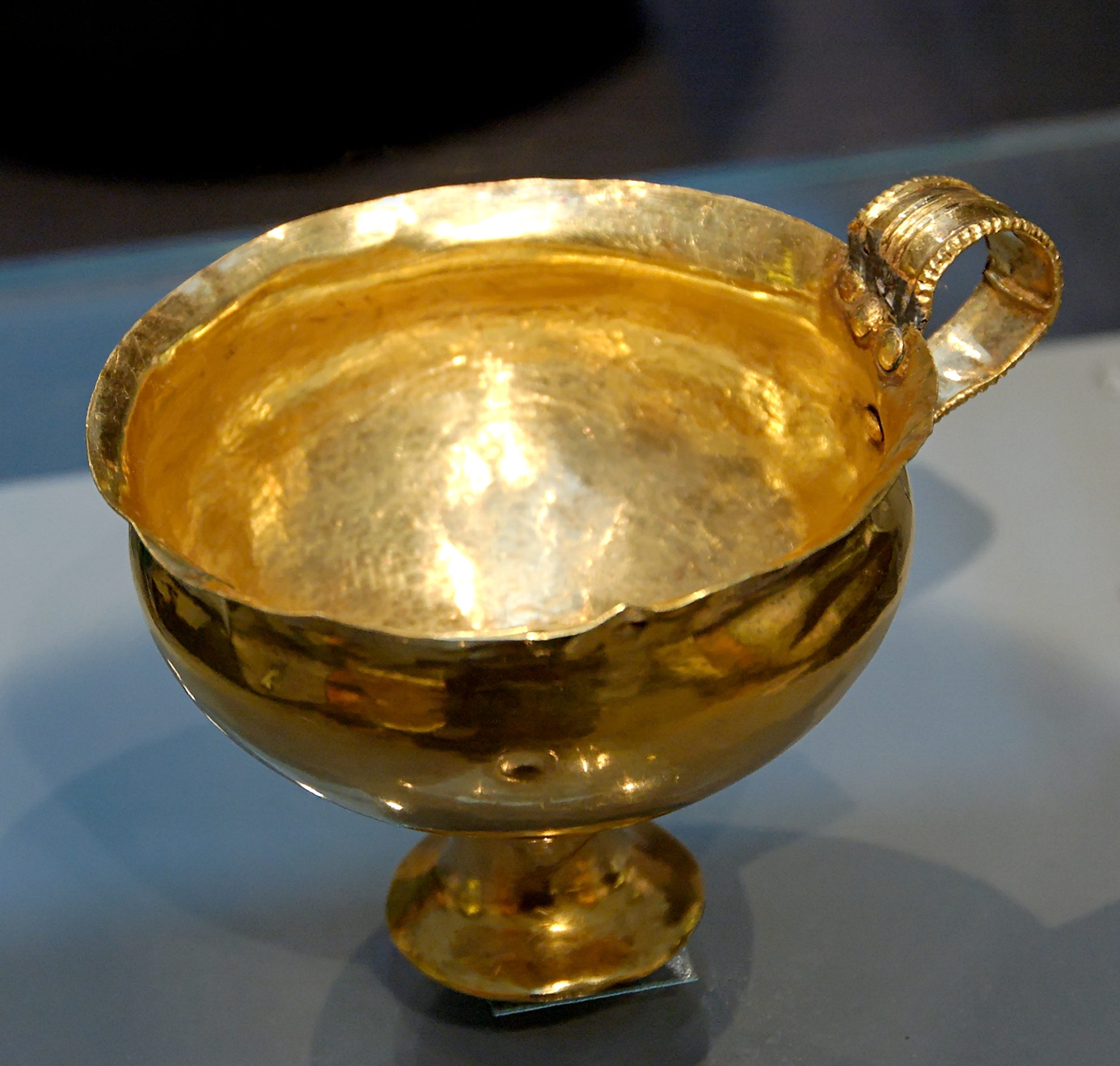
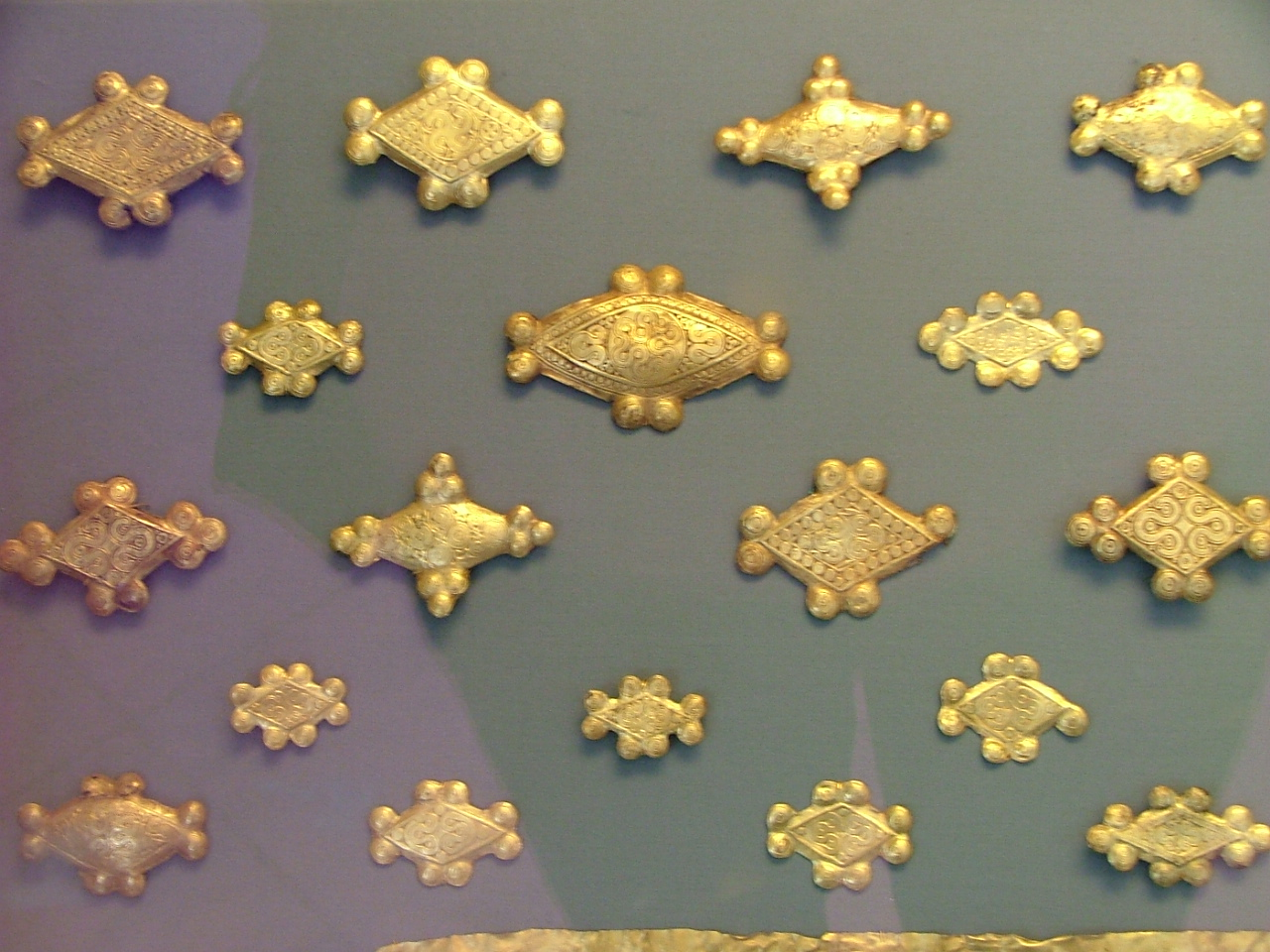
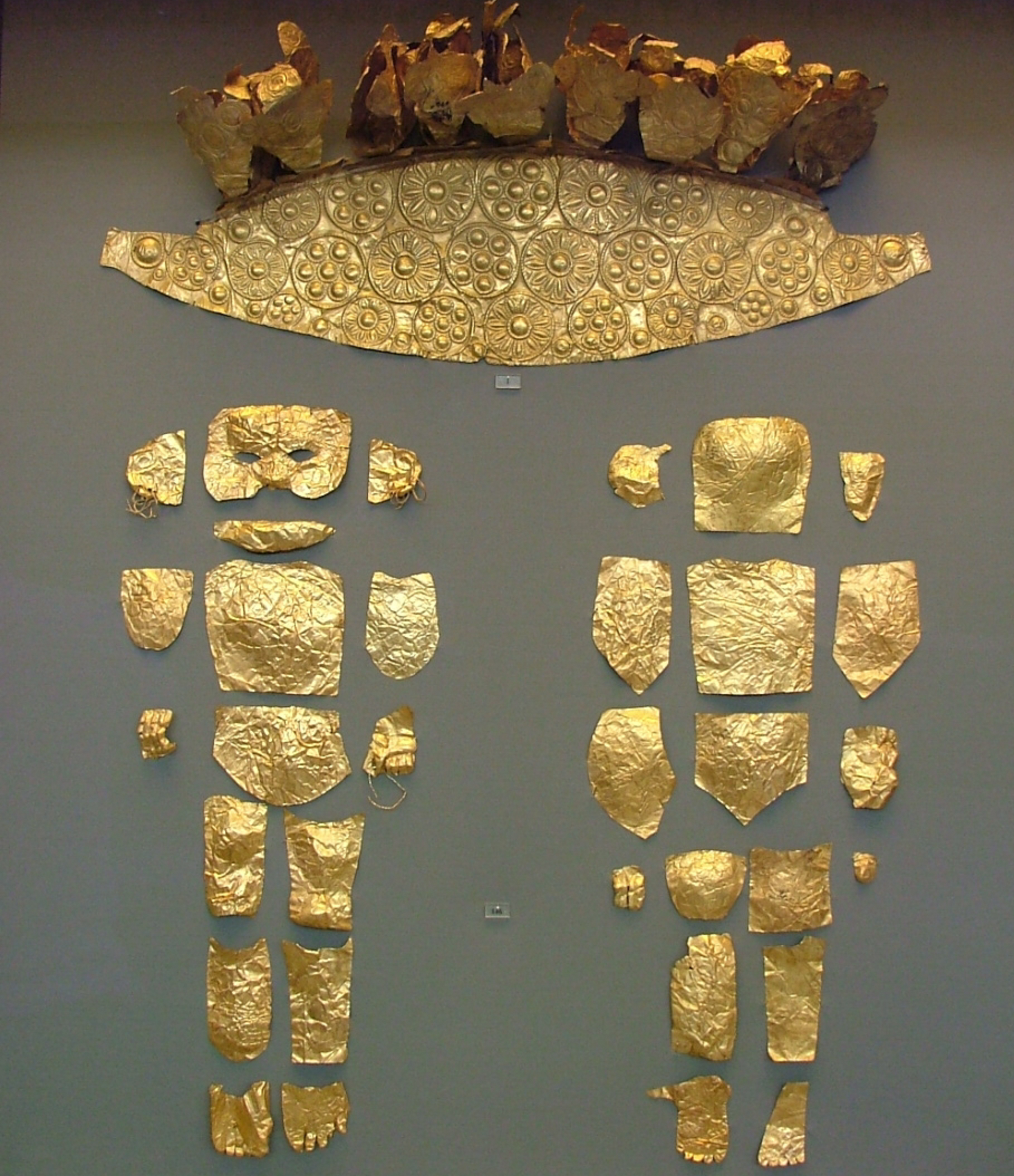
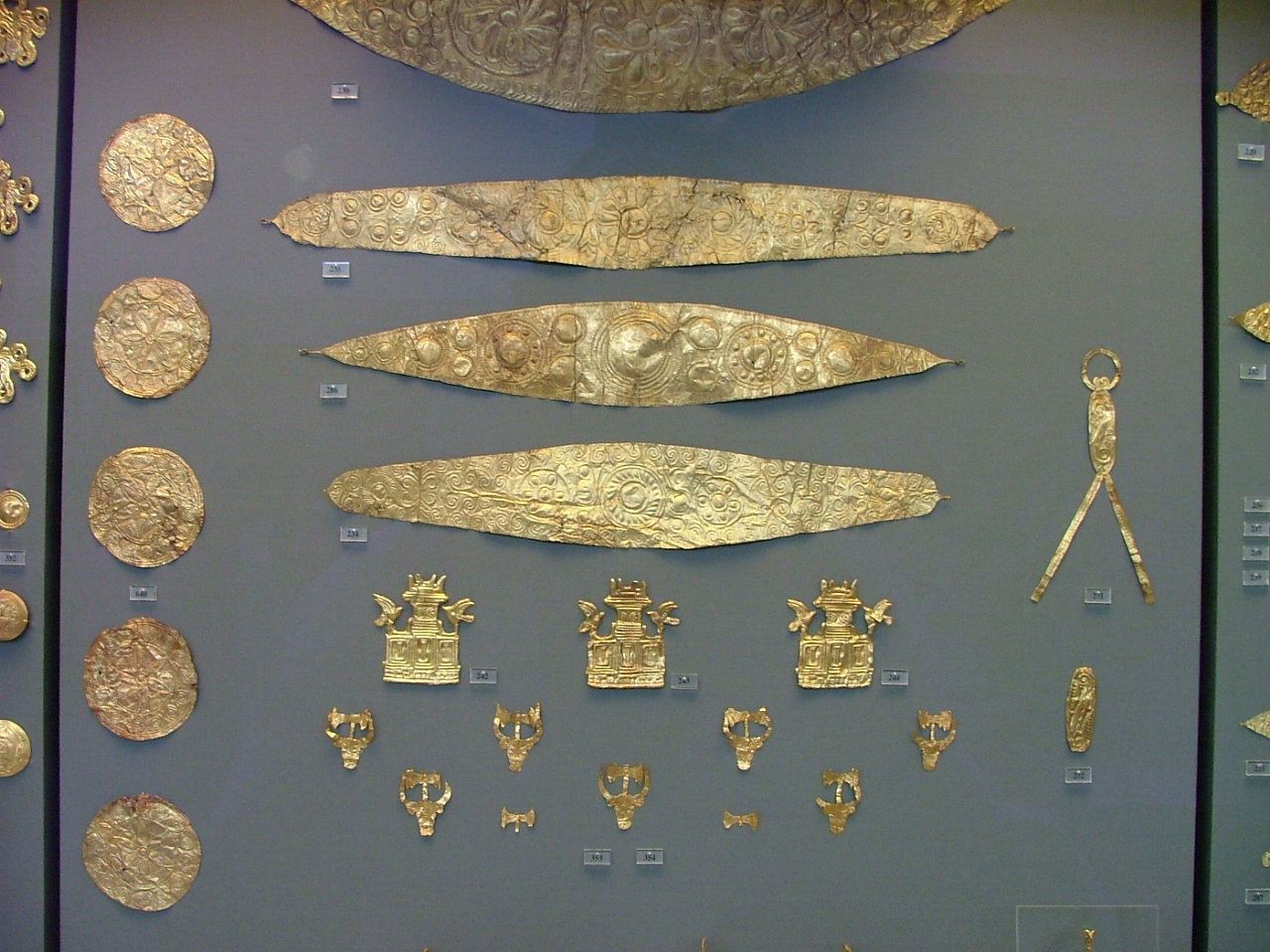
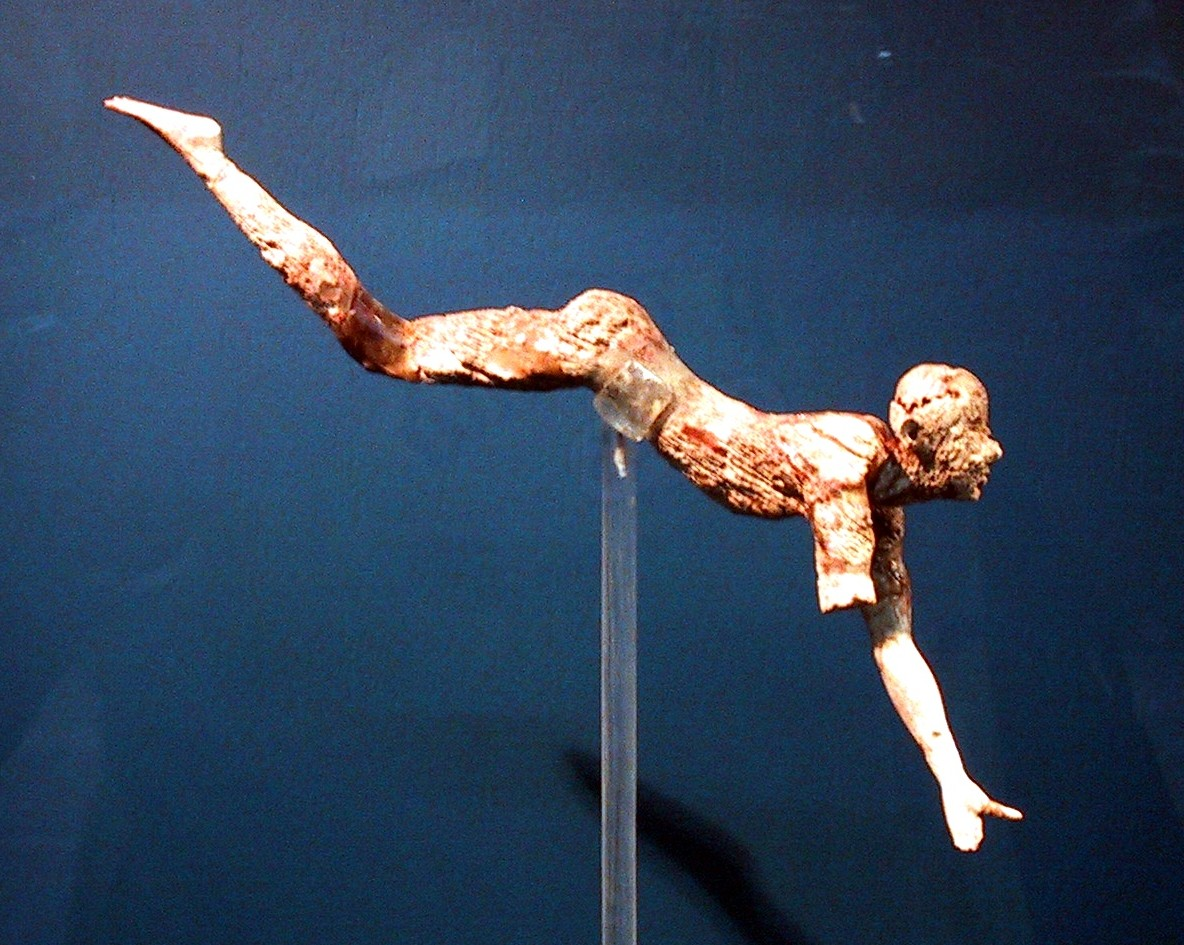
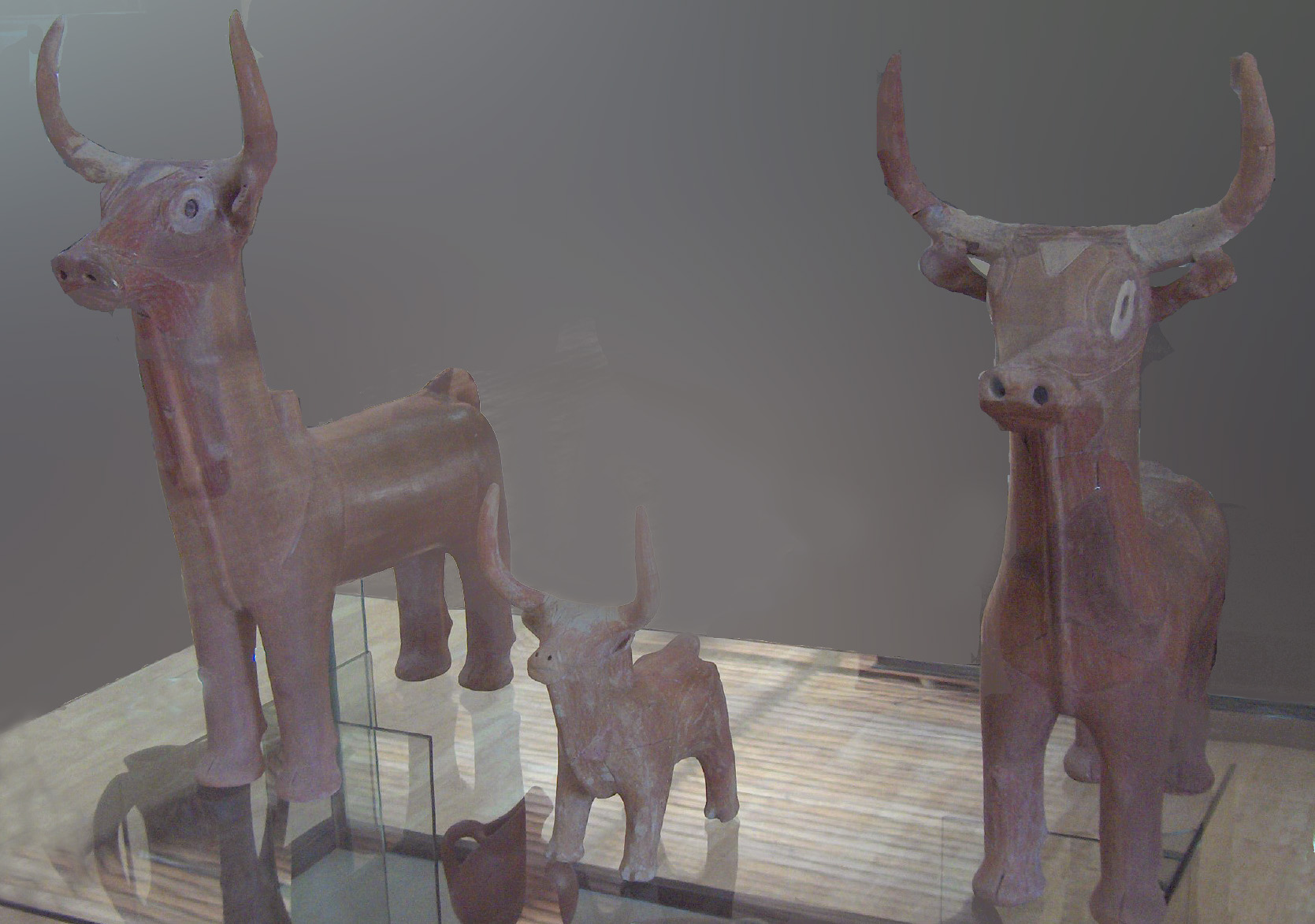
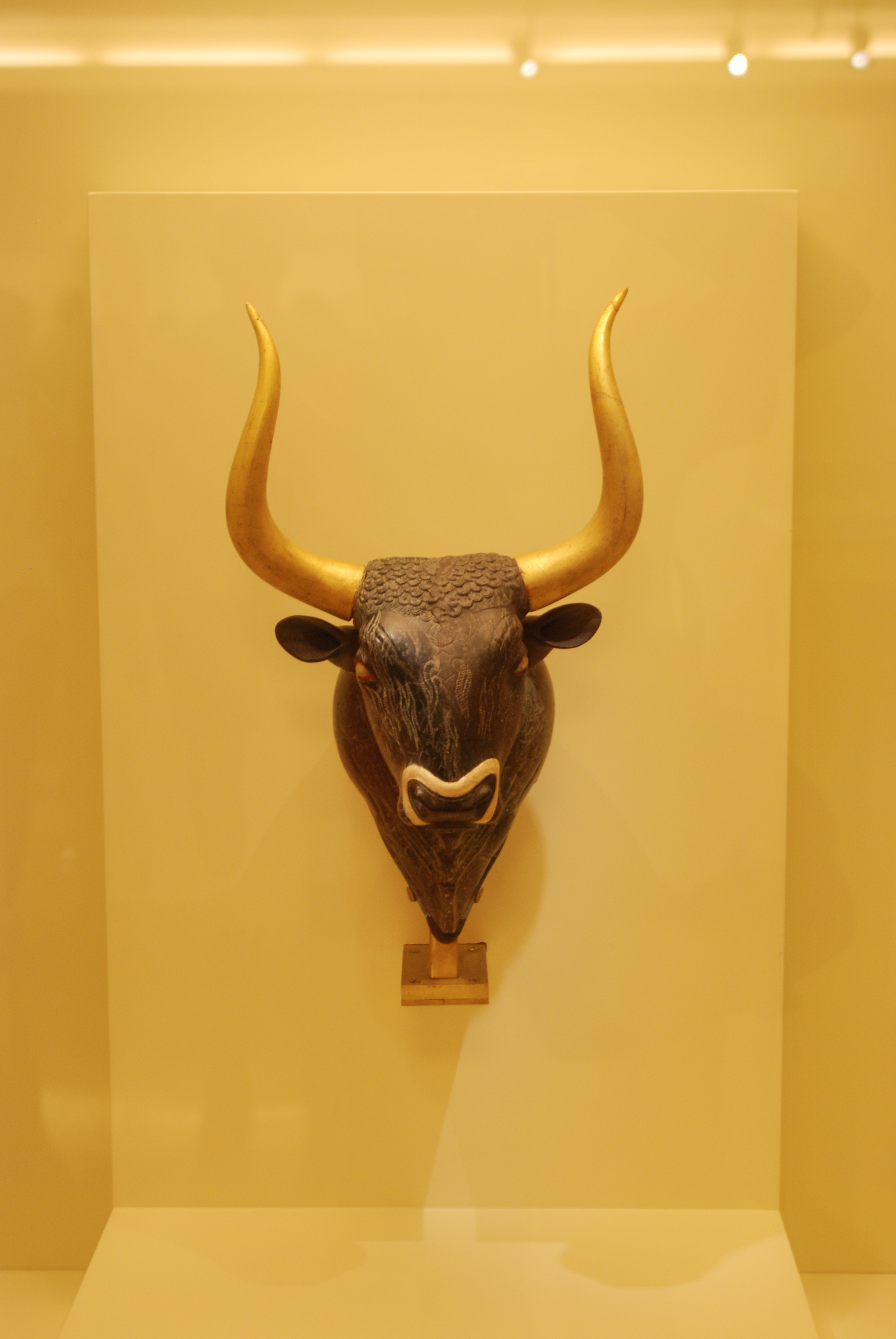
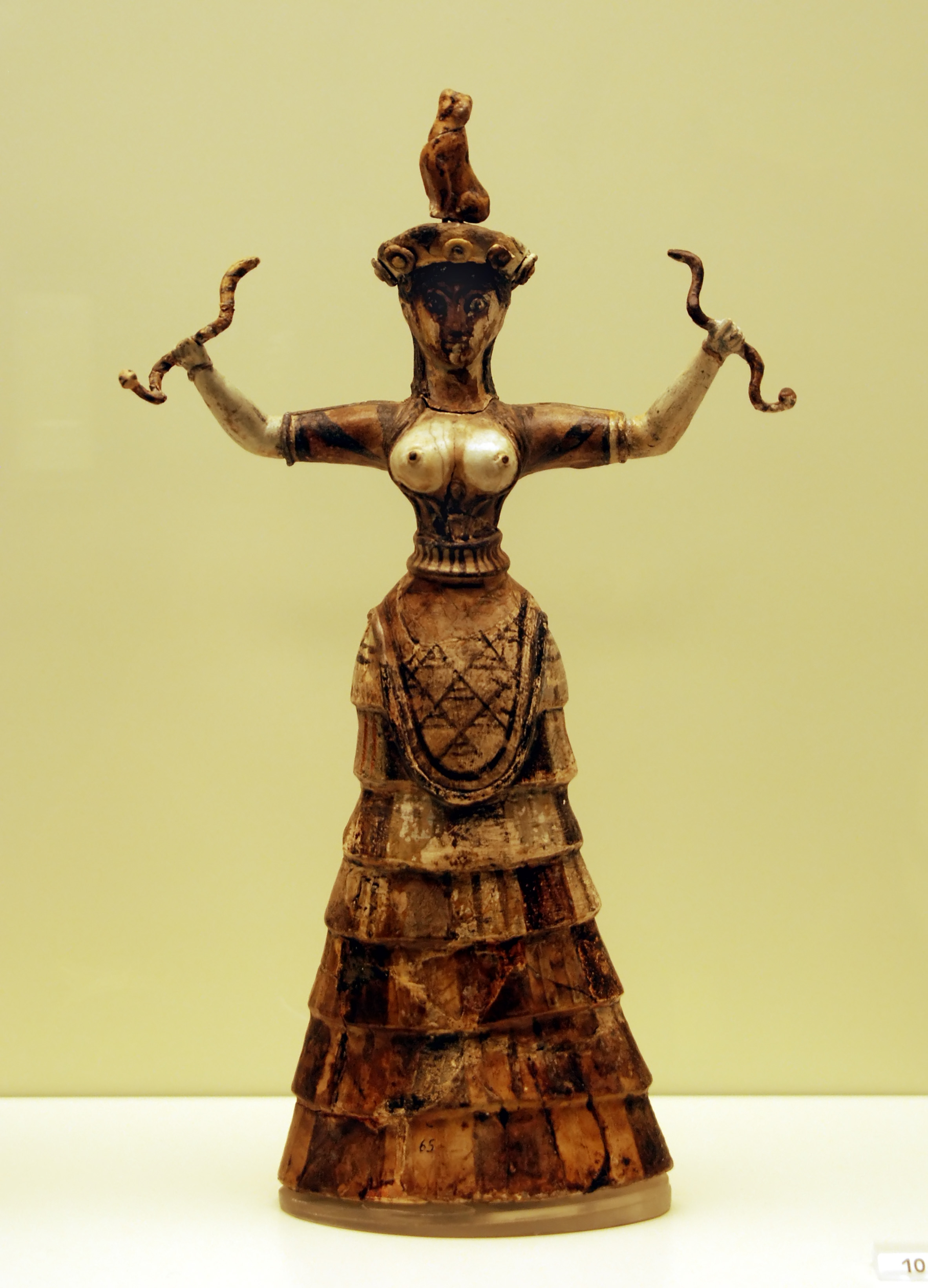
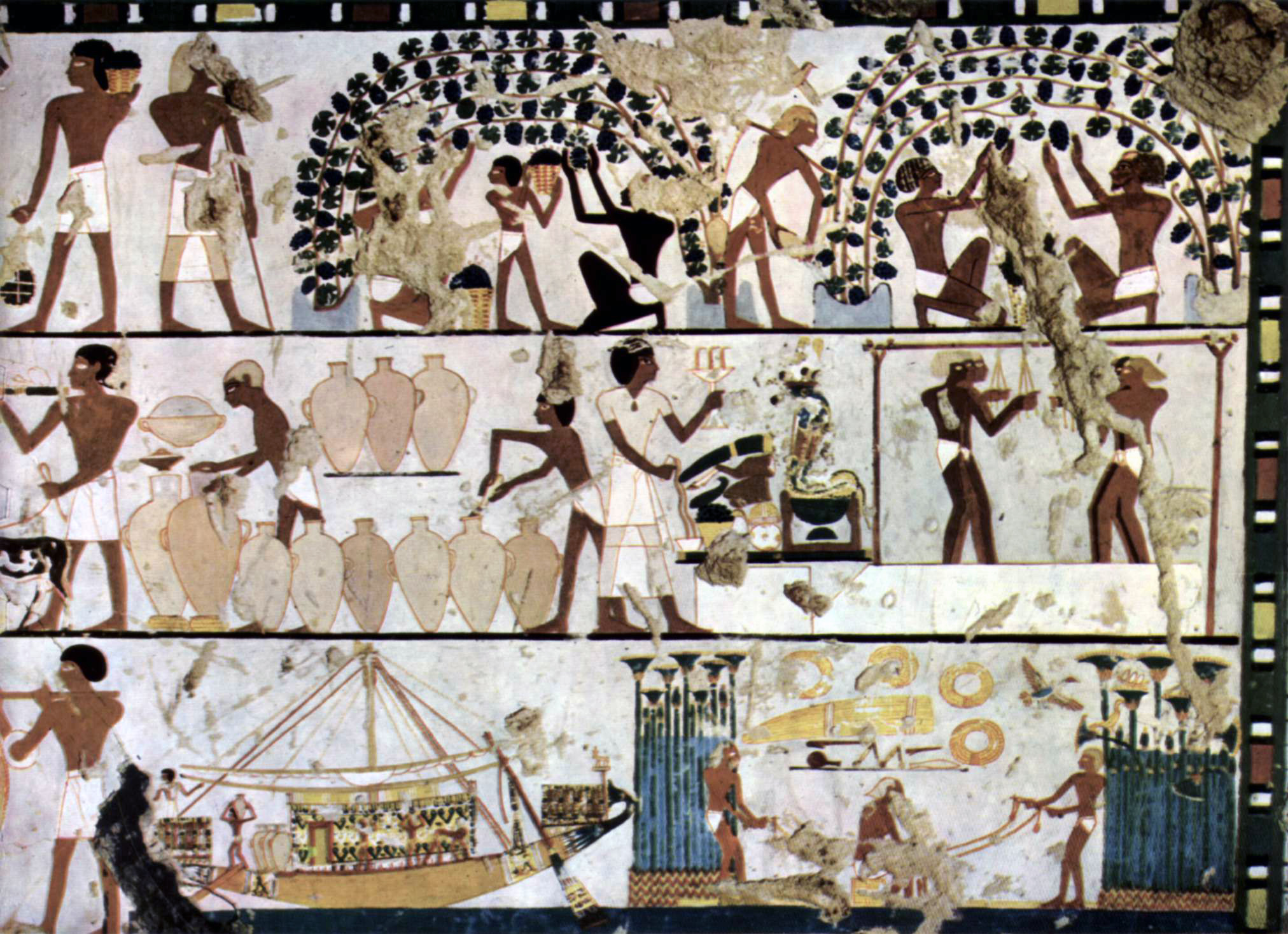
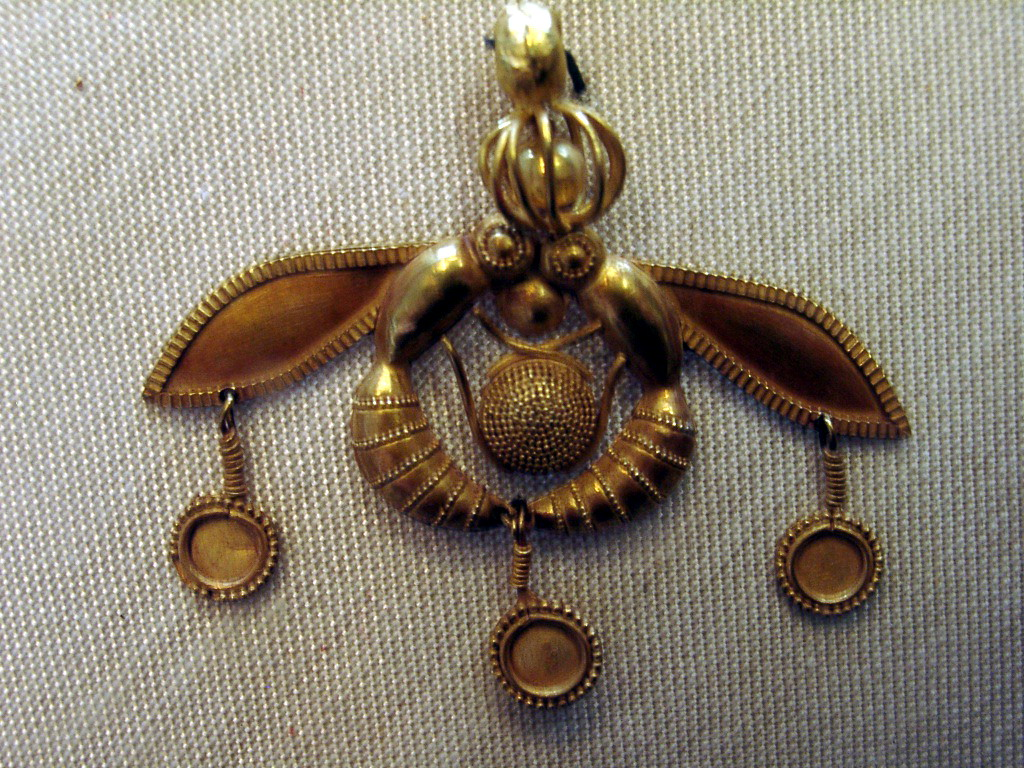
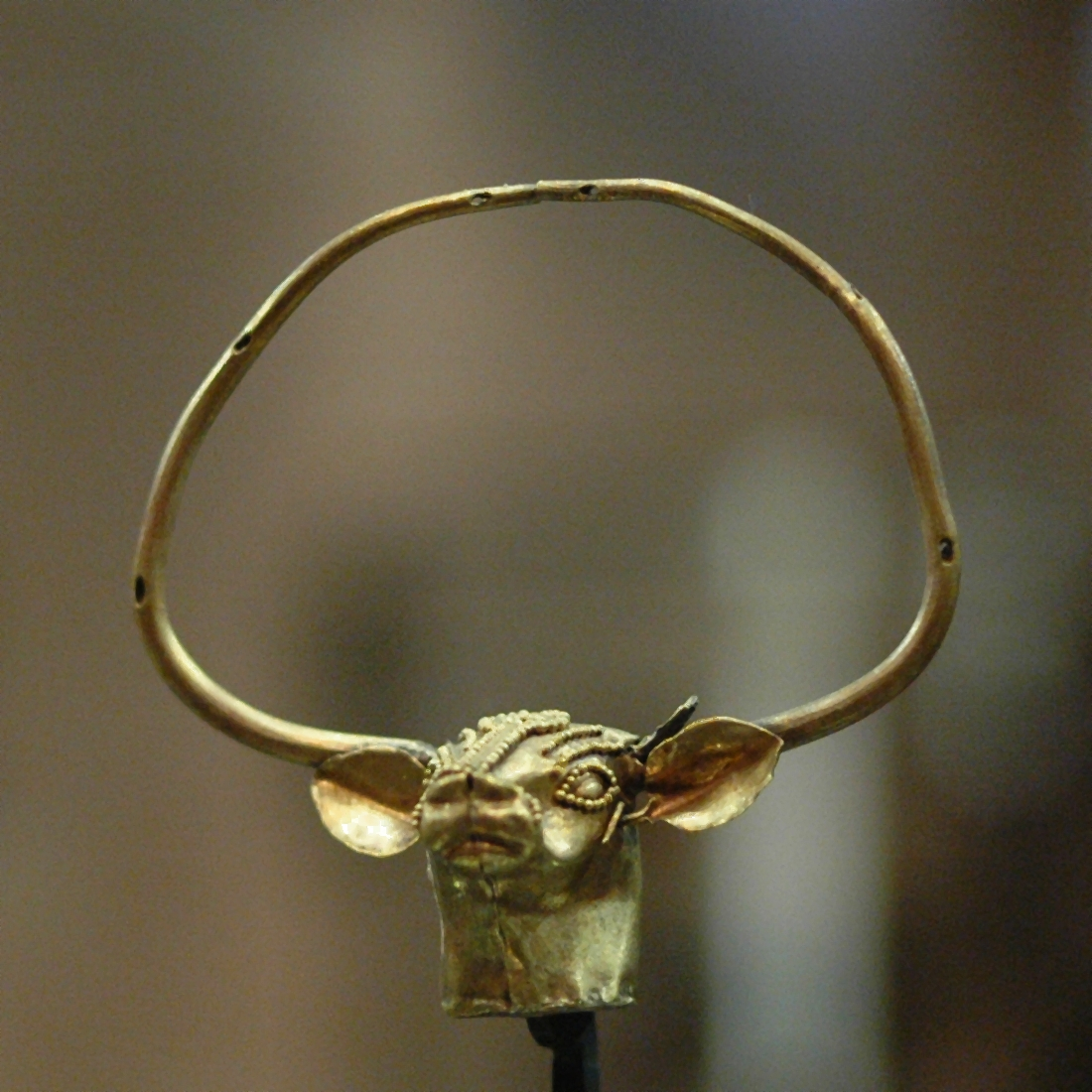
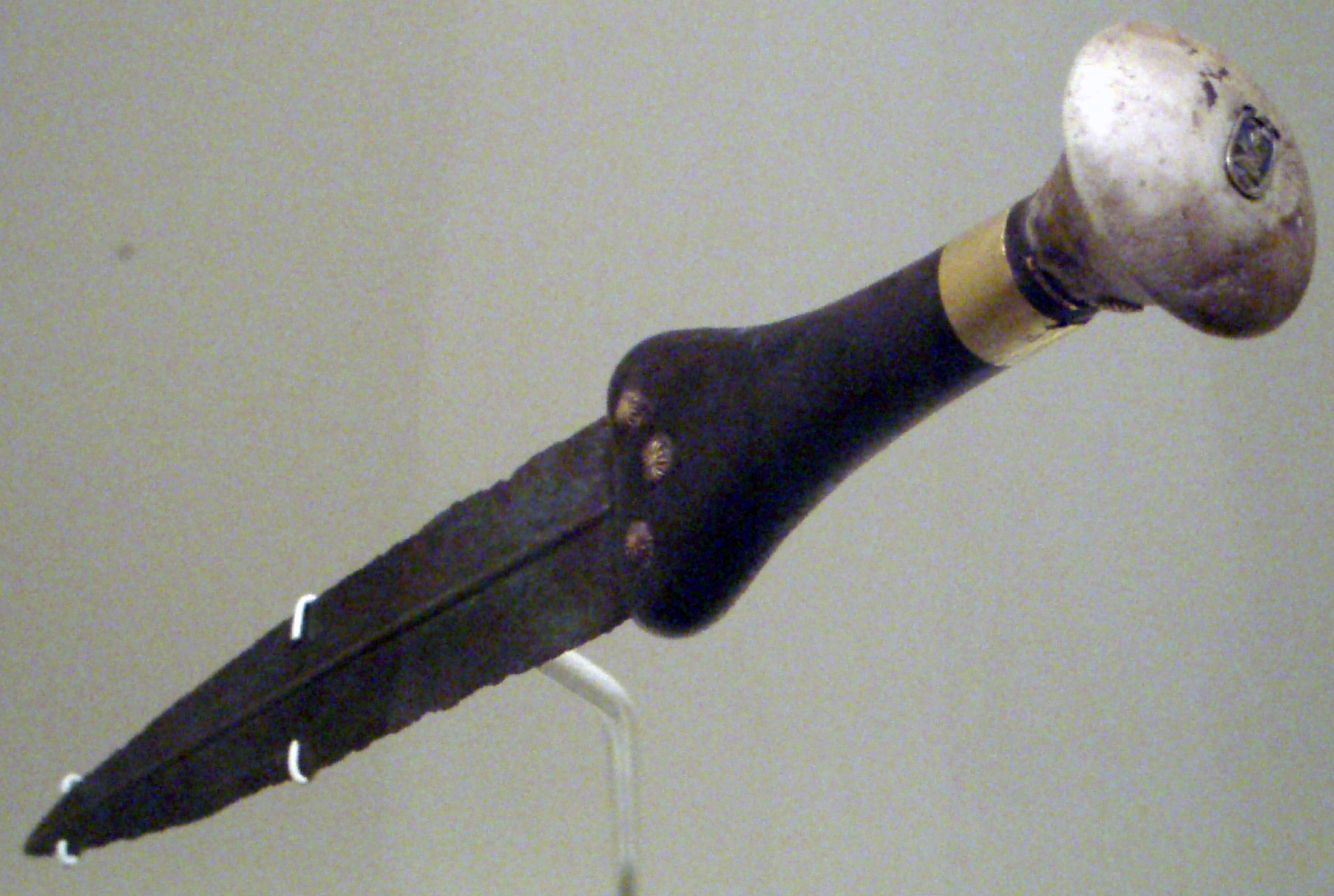
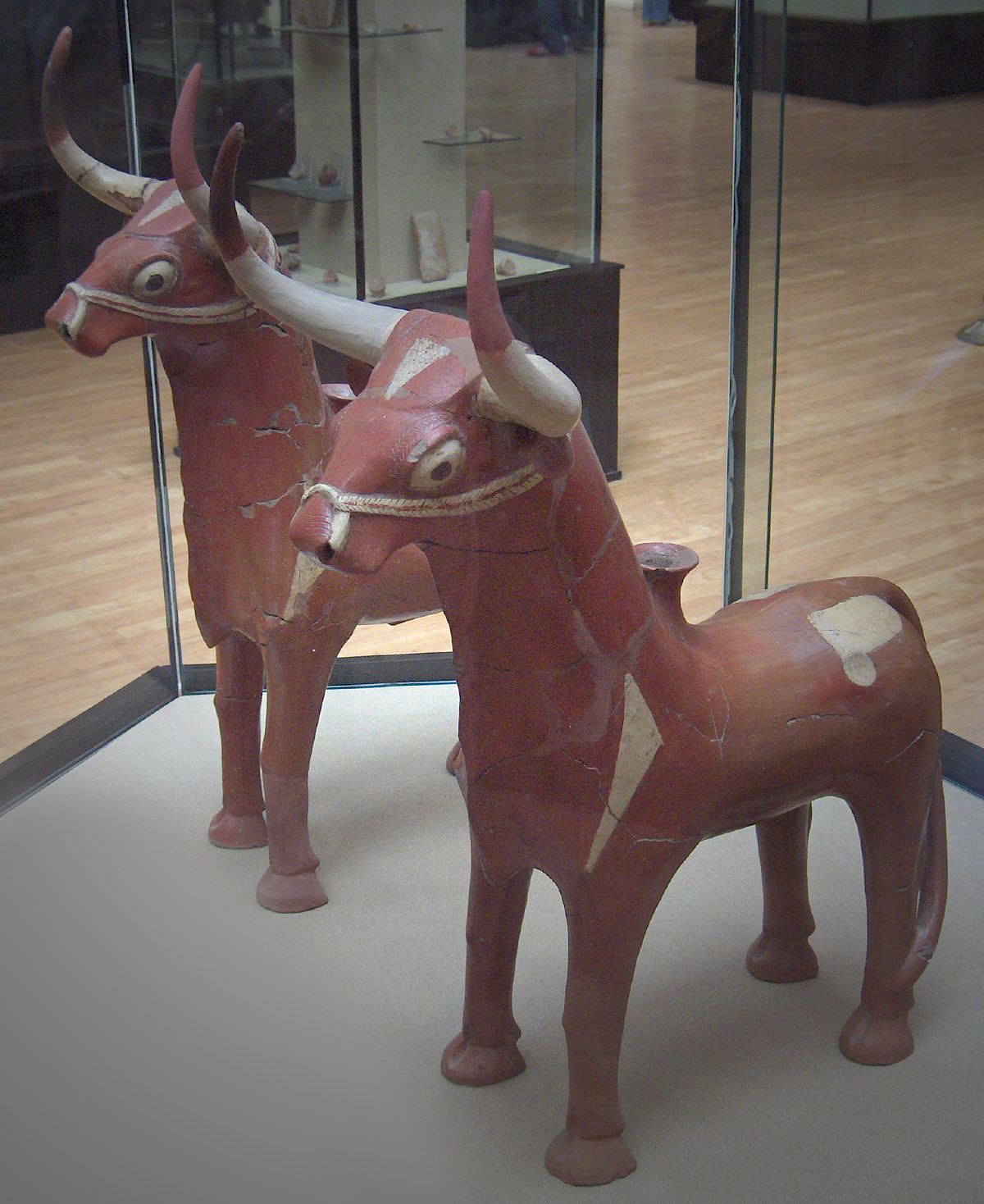
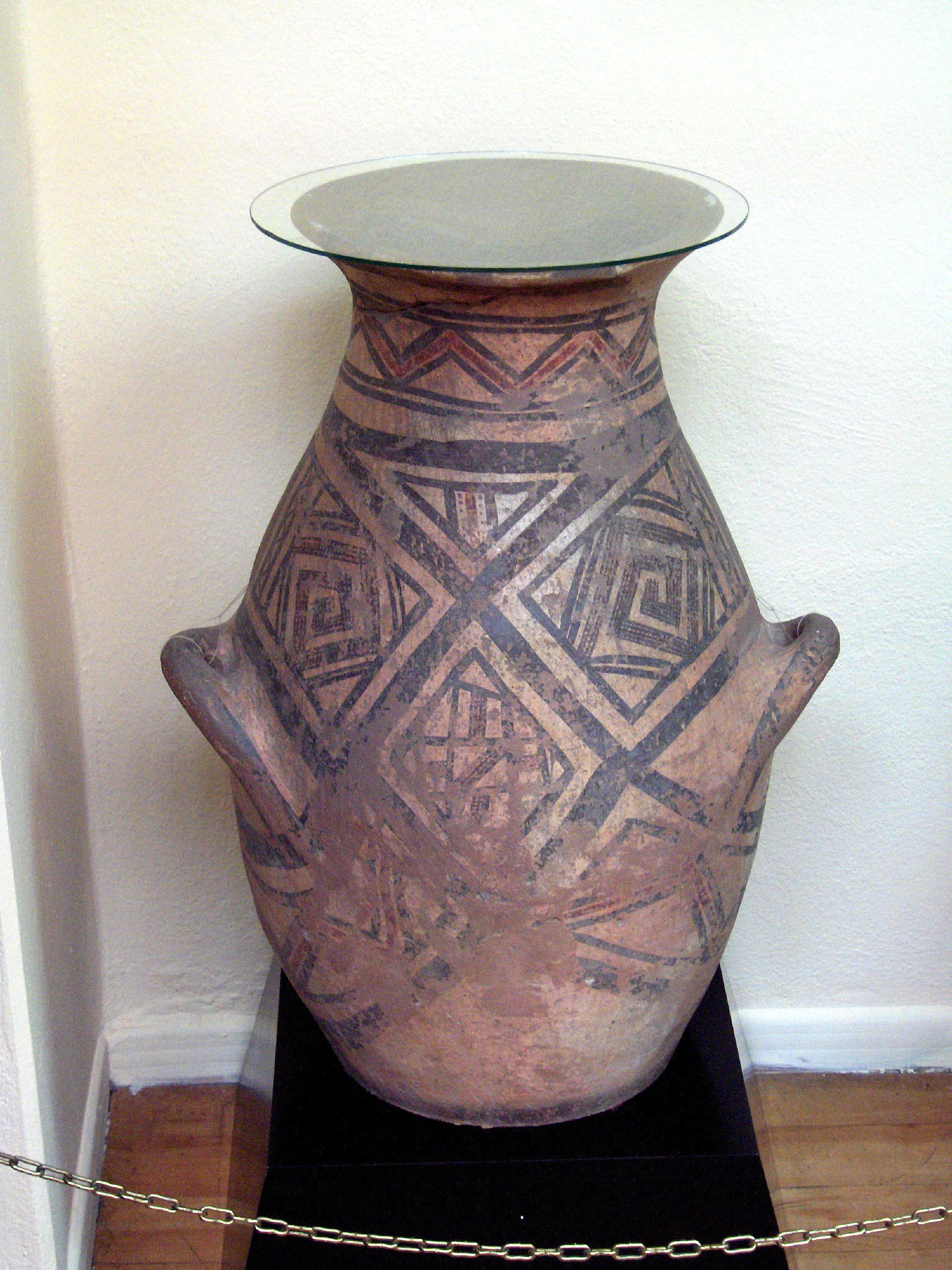
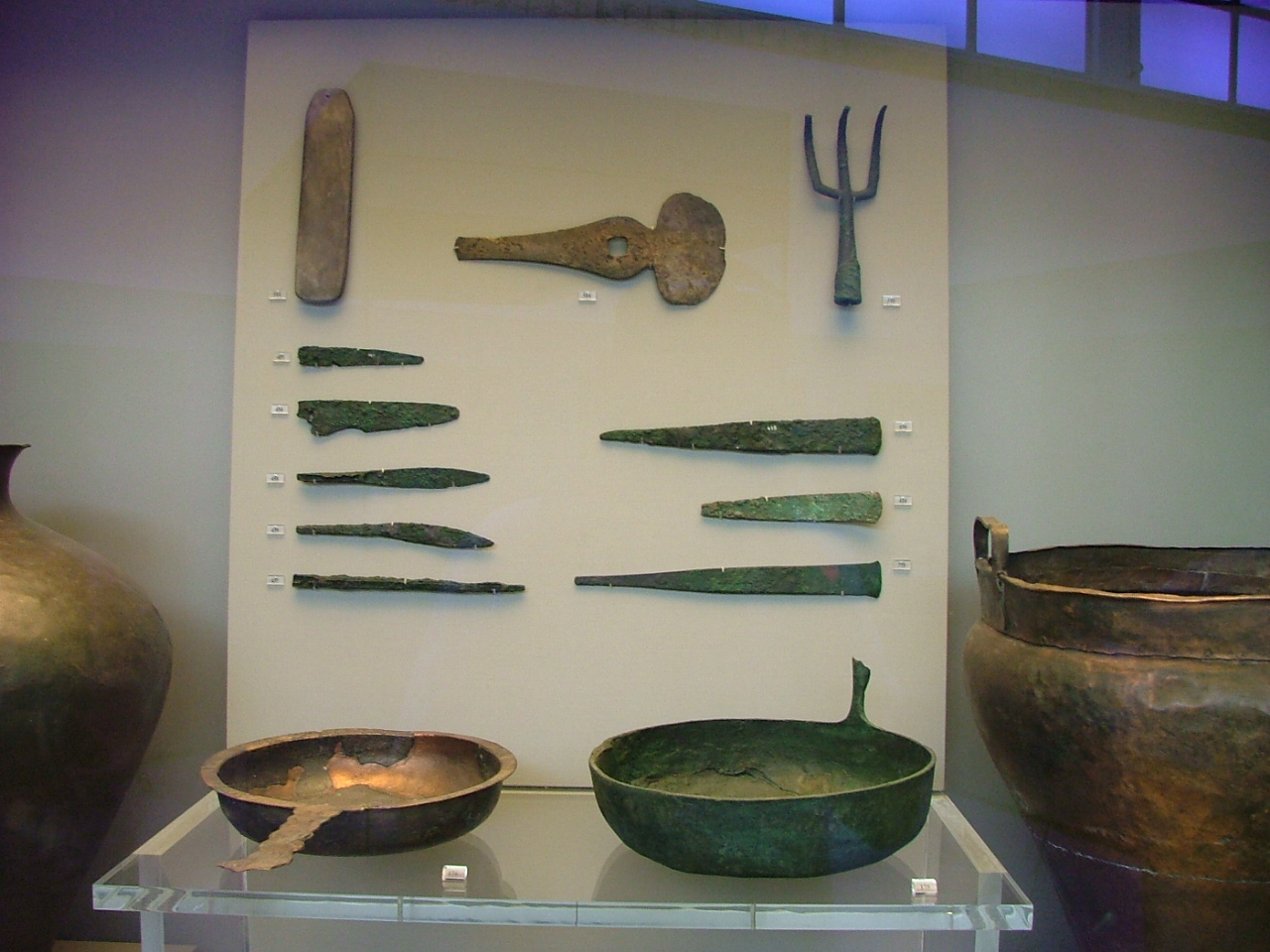
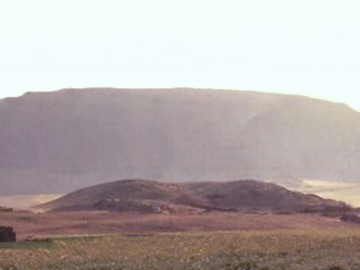
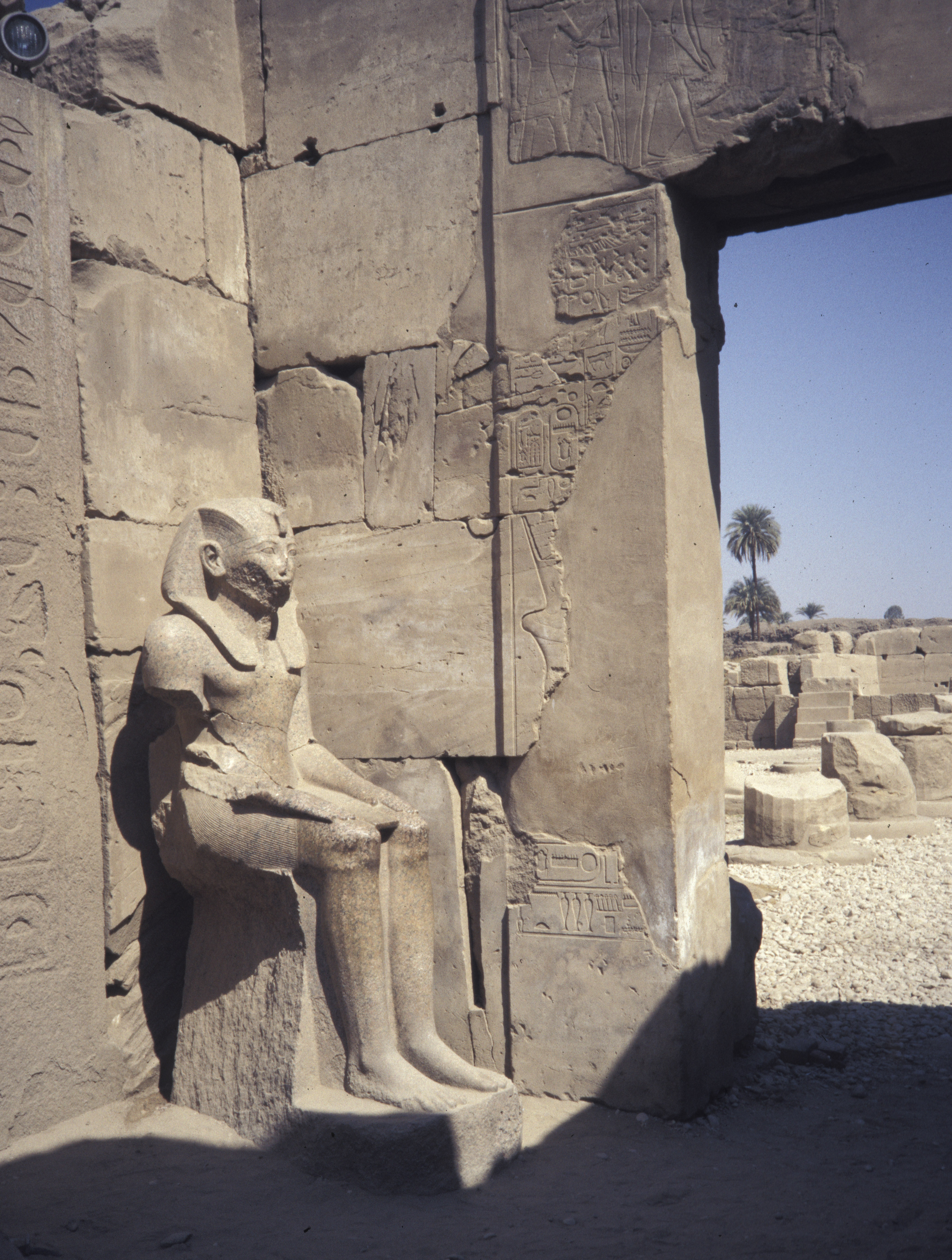
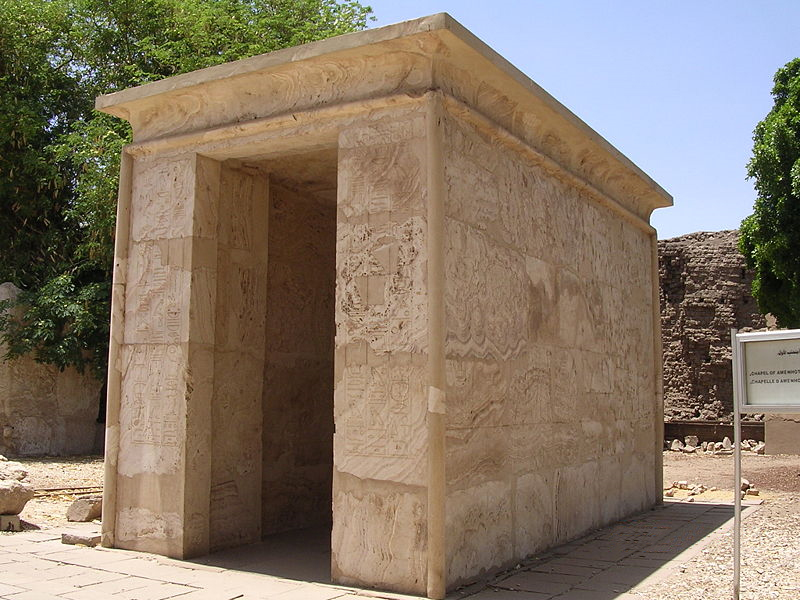
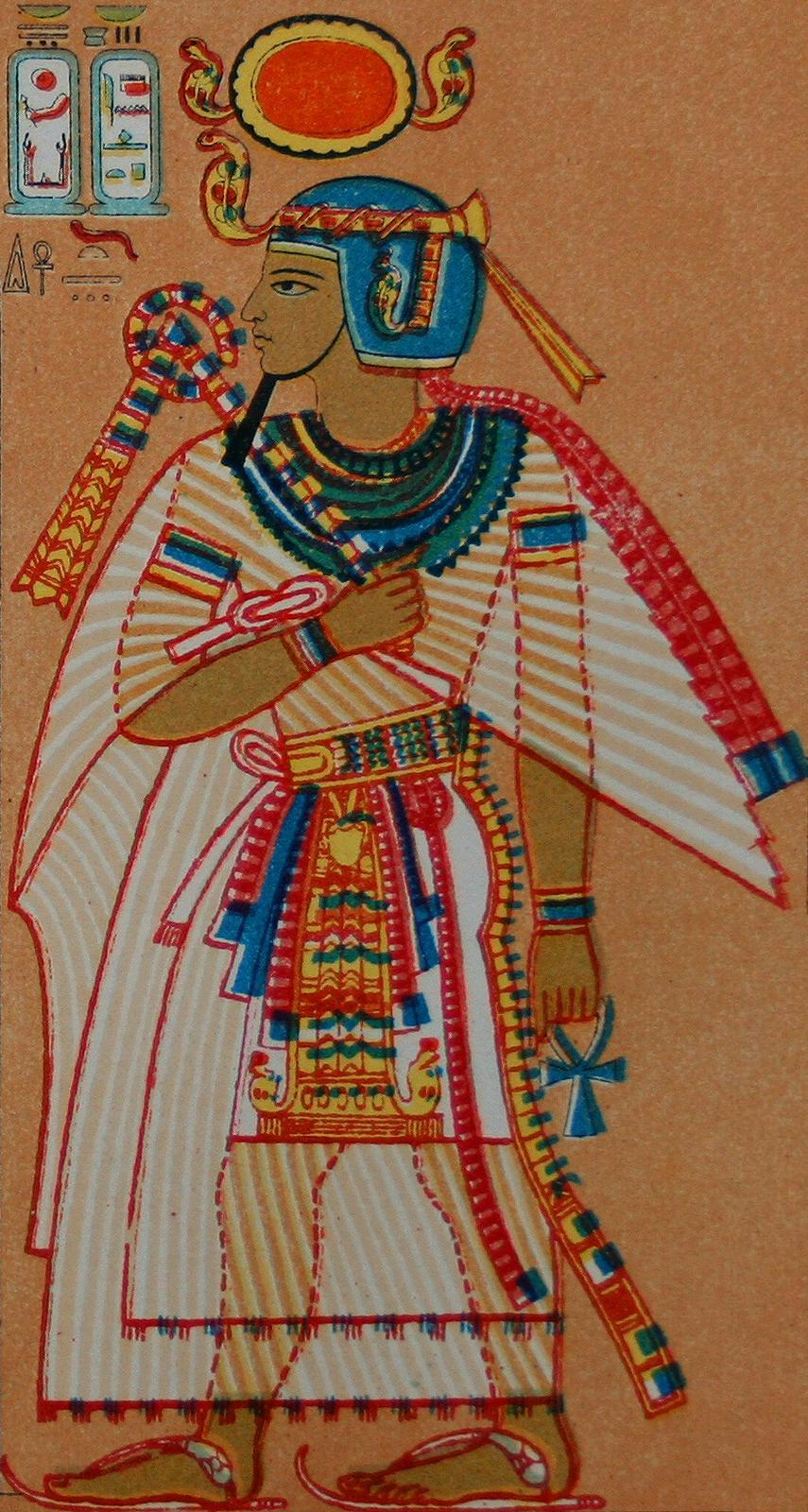
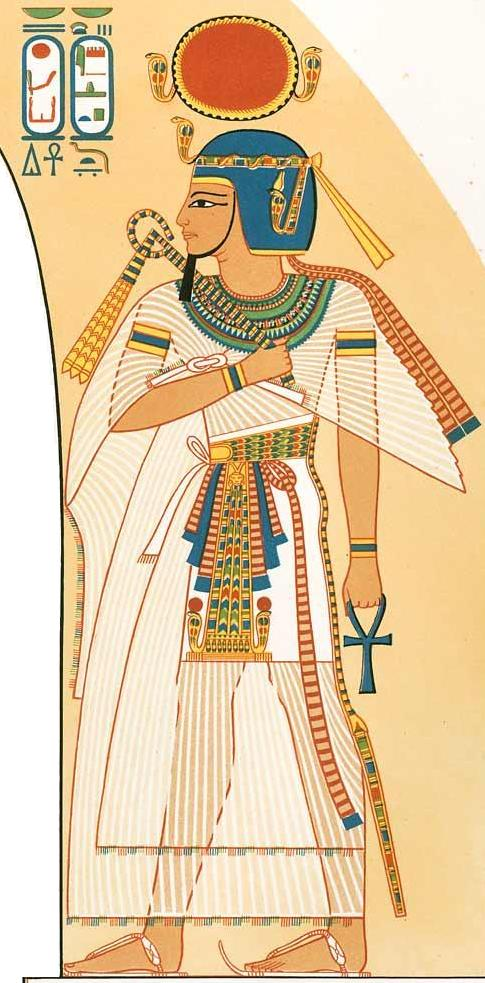
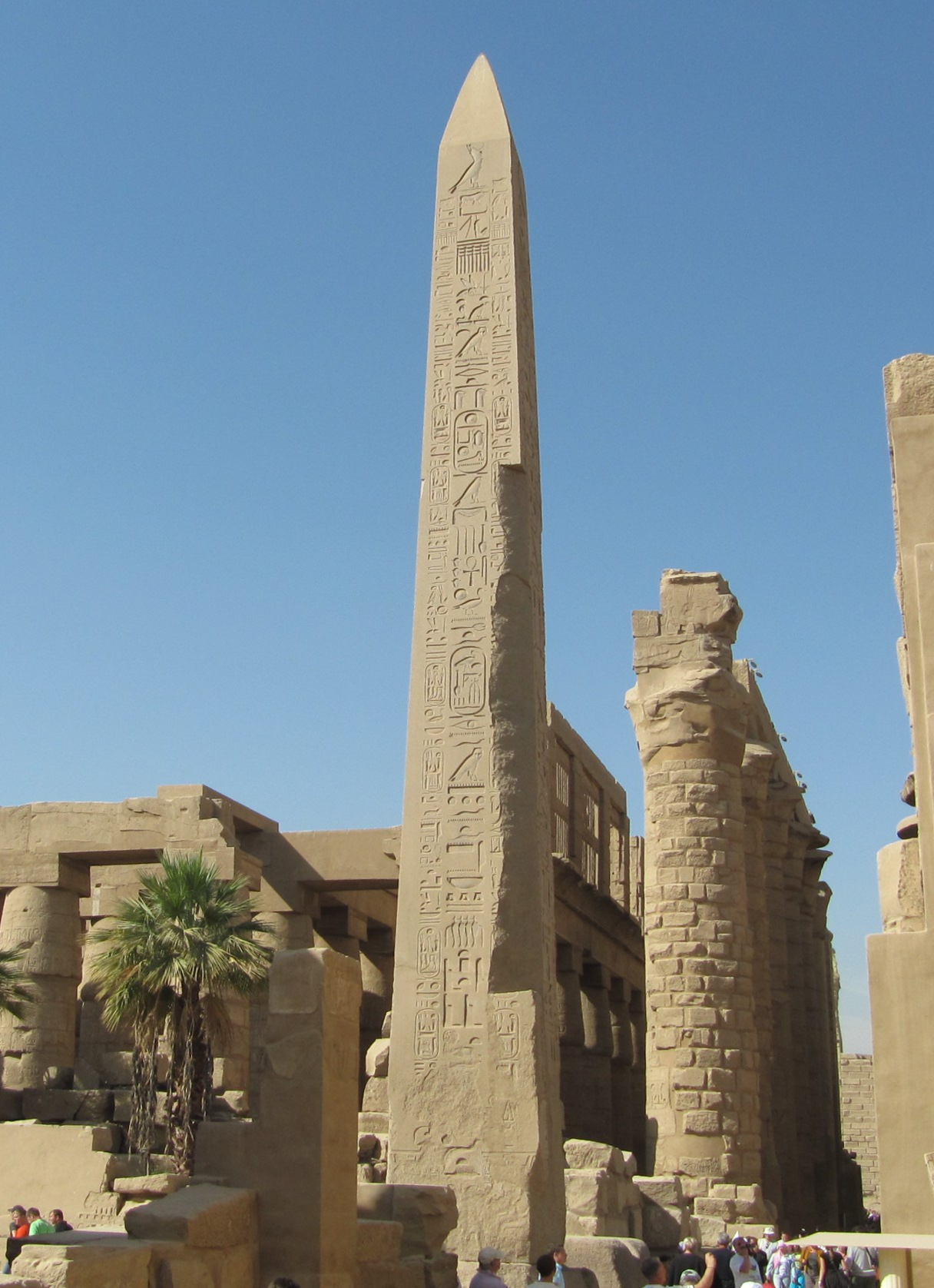
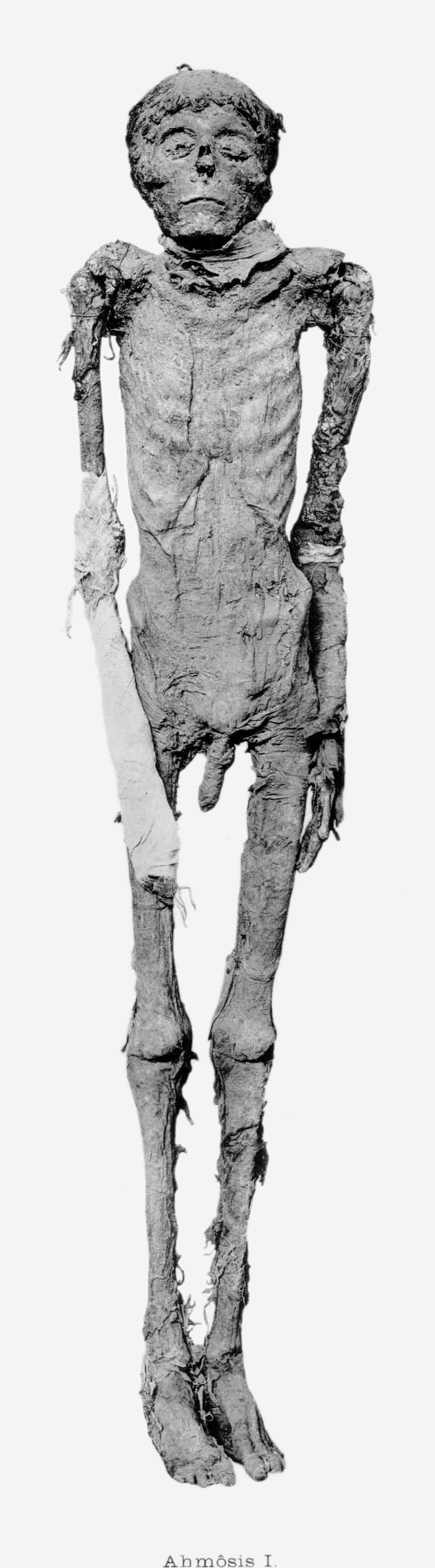
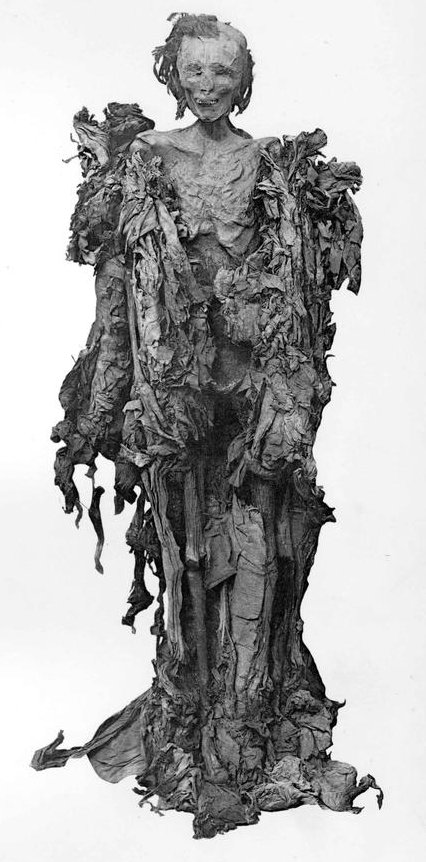
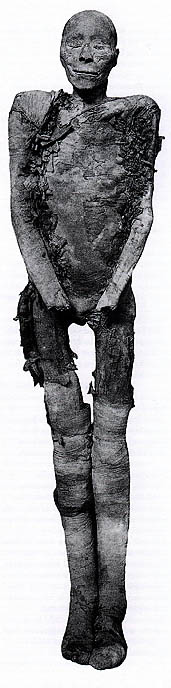
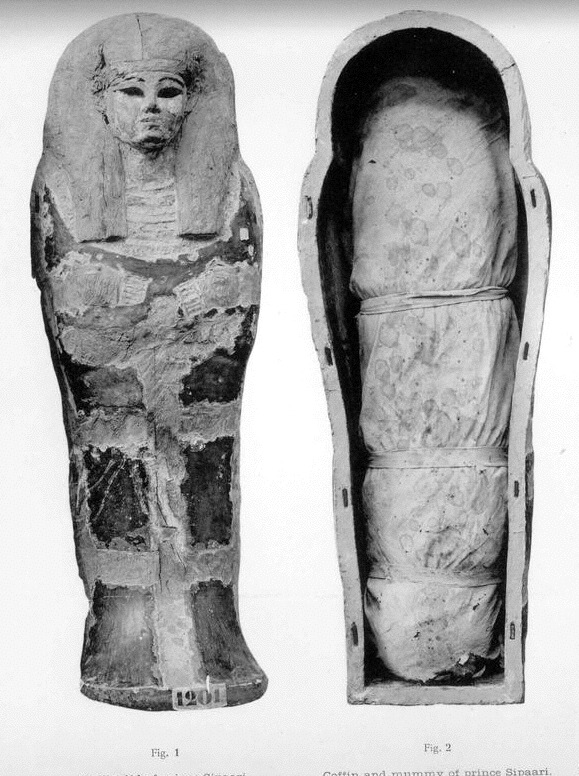
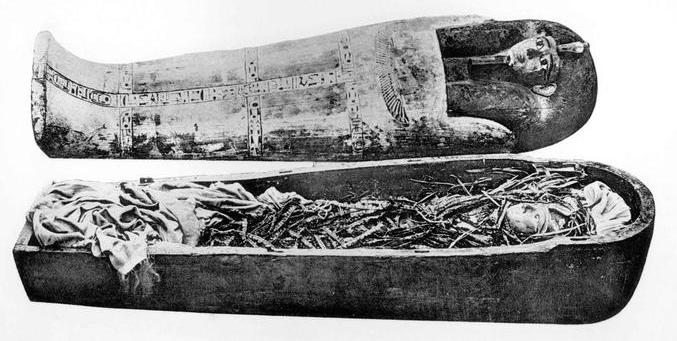
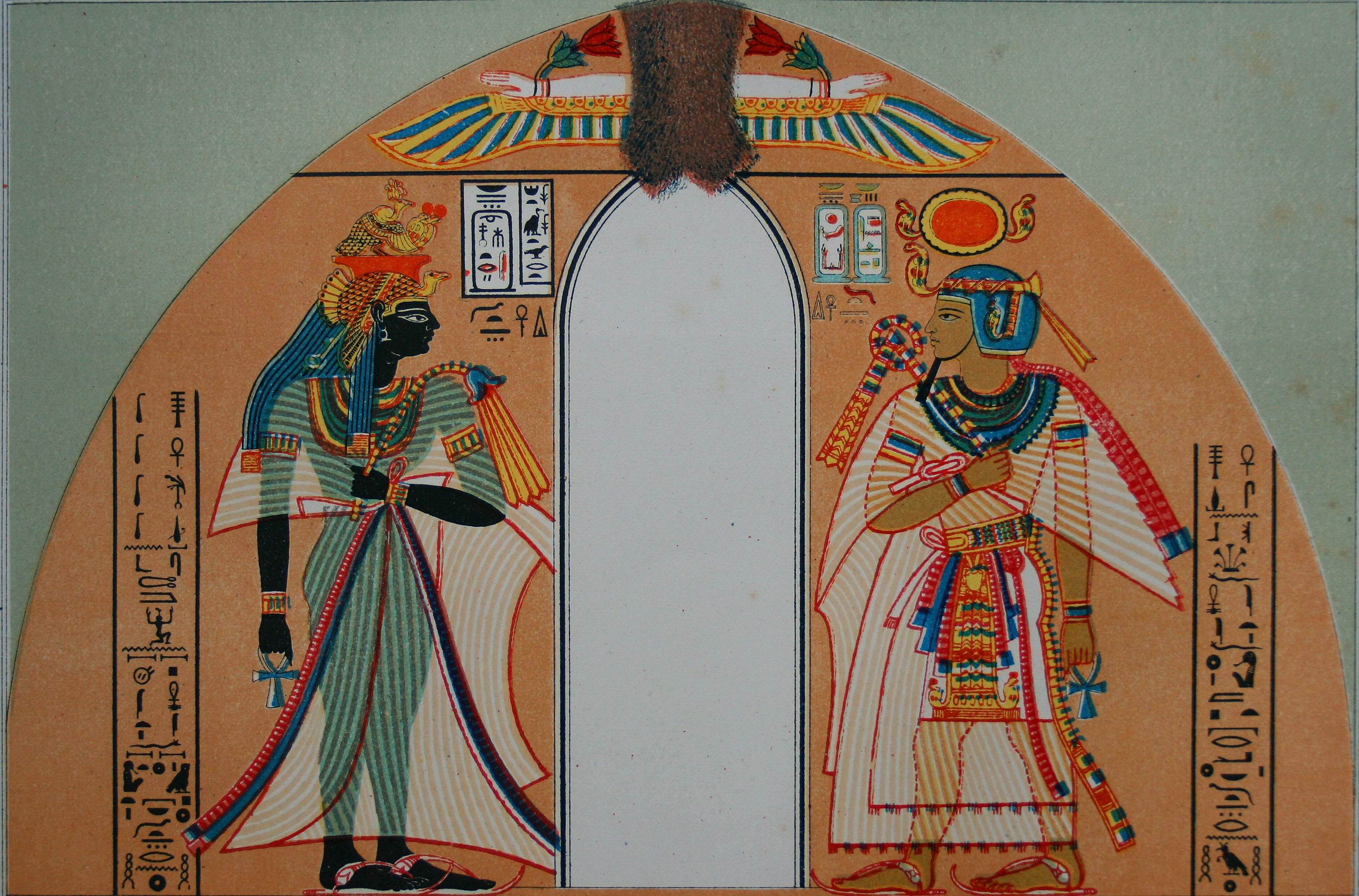
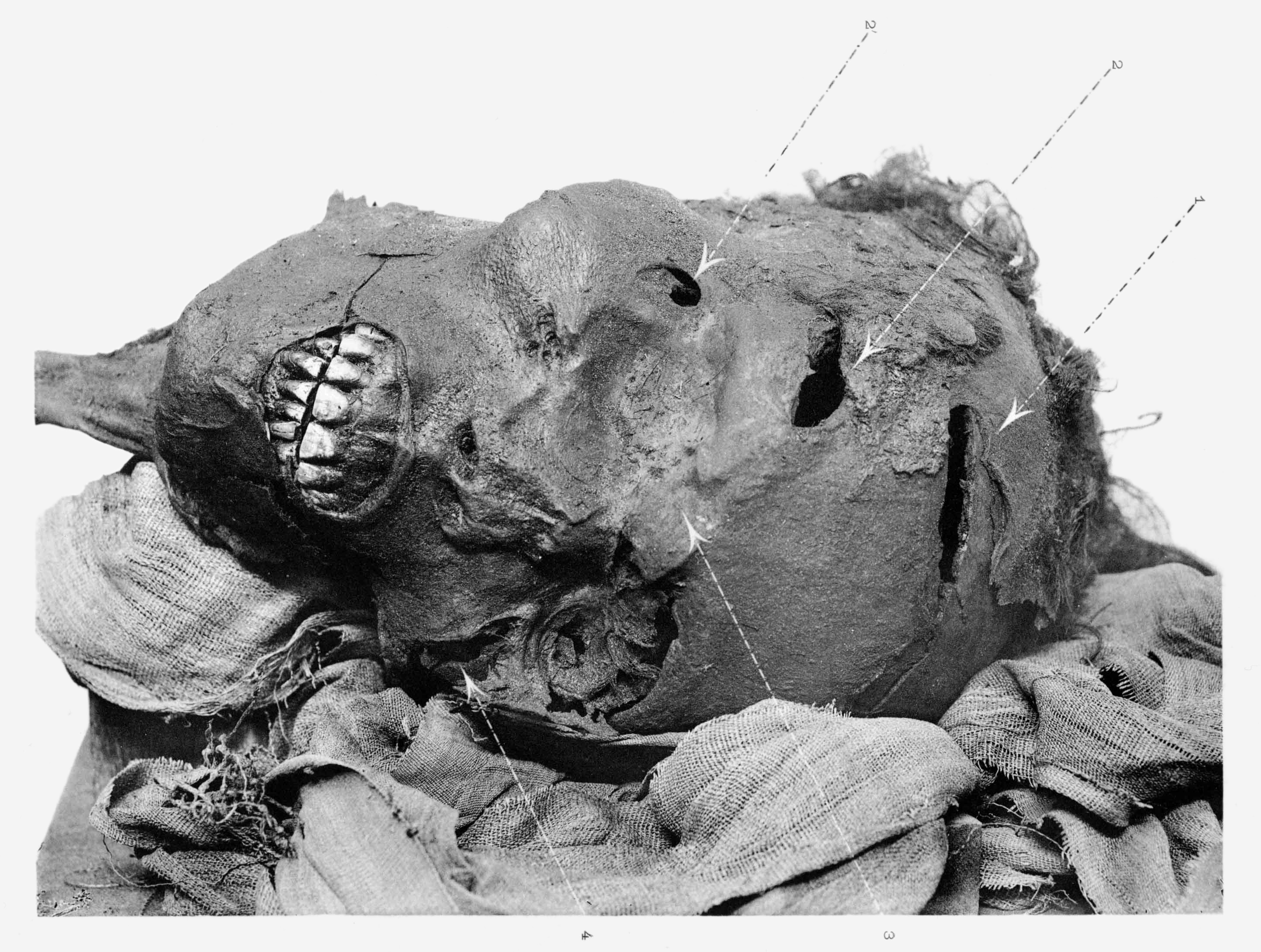
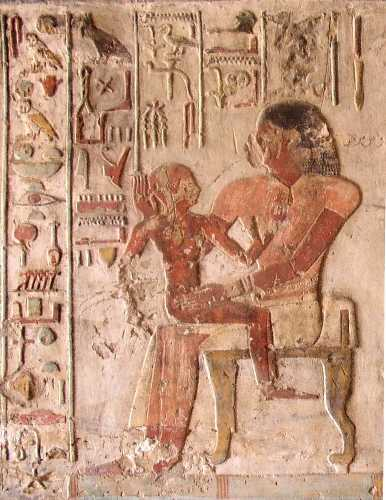
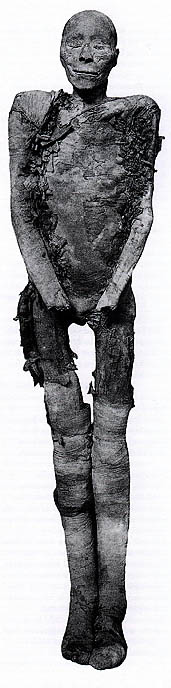

## Invenții, descoperiri
- 1550 î.Hr. - 1500 î.Hr.: Egipt: dezvoltarea fabricării sticlei, perfecționarea tehnicii împletirii și vopsirii țesăturilor

## Decenii
| Anii 1590 î.Hr. | Anii 1580 î.Hr. | Anii 1570 î.Hr. | Anii 1560 î.Hr. | Anii 1550 î.Hr. | Anii 1540 î.Hr. | Anii 1530 î.Hr. | Anii 1520 î.Hr. | Anii 1510 î.Hr. | Anii 1500 î.Hr. |